# عبد الملك بن مروان
أبُو الوَليد عَبدُ المَلِك بن مُروان بن الحَكَم بن أبي العاص بن أُميَّة بن عَبدِ شَمس القُرَشيُّ (26 - 86 هـ / 646 - 705 م) الخليفة الخامس من خلفاء بني أمية والمؤسس الثاني للدولة الأموية. ولد في المدينة وتفقه فيها علوم الدين، وكان قبل توليه الخلافة ممن اشتهر بالعلم والفقه والعبادة، وكان أحد فقهاء المدينة الأربعة، قال الأعمش عن أبي الزناد: «كان فقهاء المدينة أربعة: سعيد بن المسيب، وعروة بن الزبير، وقبيصة بن ذؤيب، وعبد الملك بن مروان». استلم الحكم بعد أبيه مروان بن الحكم سنة 65 هـ الموافق 684م، وحكم دولة الخلافة الإسلامية واحدًا وعشرين عامًا.
تسلم عبد الملك بن مروان حكم الدولة الأموية في وقت كانت الفتن والاضطرابات والانقسامات تعصف بها. في الكوفة كان أنصار الحسين يشعرون بالتقصير والذنب بعد معركة كربلاء، وعندما عم الاضطراب أنحاء بلاد العالم الإسلامي بعد موت يزيد بن معاوية، خرجت من الكوفة ثورة التوابين في 5 ربيع الثاني 65 هـ وفي منطقة عين الوردة استطاع عبد الملك بن مروان القضاء على ثورتهم. ما إن أُخمدت ثورة التوابين حتى خرج المختار الثقفي بشعار يا لثارات الحسين، واصطدم المختار الثقفي ضد الأمويين في أكثر من وقعة انتصر فيها عليهم، لكن مصعب بن الزبير حارب المختار الثقفي فكفى عبد الملك مواصلة قتاله واستطاع مصعب قتل المختار الثقفي وإخضاع الكوفة تحت سلطة ابن الزبير.
وكان الحجاز وبقية بلاد المسلمين إلا دمشق وجزء من الأردن تدين لعبد الله بن الزبير، وأدى زوال خطر المختار الثقفي إلى انحصار المنافسة على زعامة العالم الإسلامي بين عبد الملك بن مروان وعبد الله بن الزبير، فخرج عبد الملك إلى العراق، وانتصر على مصعب في معركة دير الجاثليق عام 72 هـ، ثم سارع بإرسال جيش إلى الحجاز بقيادة الحجاج بن يوسف الثقفي لمواجهة عبد الله بن الزبير، فحاصر الحجاج مكة، وانتهى الحصار بمقتل عبد الله بن الزبير ودخول مكة تحت سيادة بني أمية على الحجاز عام 73 هـ، وبهذا انتهت خلافة ابن الزبير وتوحد العالم الإسلامي تحت ولاية عبد الملك بن مروان وأصبح الخليفة الشرعي الوحيد للمسلمين.
بعد أن استشرى خطر الخوارج عيَّن عبد الملك المهلب بن أبي صفرة قائدًا لمحاربتهم، وبعد سلسلة طويلة من المعارك دامت ثلاث سنوات تمكن من التغلب على الخوارج الأزارقة عام 78 هـ. ثم أمر عبد الملك الحجاج بن يوسف ببدأ عمليات التصدي للخوارج الصفرية، وتمكن بعد عدة معارك من التغلب عليهم. ما إن استتب الأمر لابن مروان حتى قامت ثورة عبد الرحمن بن الأشعث عام 81 هـ واستمرت حتى عام 83 هـ، وانتهت بوقعة دير الجماجم التي تصدى لها الحجاج وانتهت الثورة بانتحار ابن الأشعث بعد هروبه من المعركة في سيجستان. لم يكن لعبد الملك نشاط كبير في الفتوحات الإسلامية: ففي جبهة المشرق الإسلامي ظلت فتوحات المسلمين على ما كانت قبل توليه الخلافة، أما على الجبهة البيزنطية، فقد عانى المسلمون من هجمات النصارى المردة، وبسببهم عقد عبد الملك مع الإمبراطور البيزنطي جستنيان الثاني معاهدة عام 79 هـ الموافق 689م لمدة عشر أعوام. في حين كانت الجبهة الأفريقية المحور الجدِّي لفتوحات عبد الملك بن مروان، إذ خاض المسلمون عدة معارك لتصفية القواعد البيزنطية على الساحل الشمالي لإفريقية، وإخضاع البربر لسلطة الدولة، واستطاع القائد حسان بن النعمان الغساني الاستيلاء على قرطاجنة البيزنطيين، والقضاء على جيش البربر بقيادة الكاهنة ديهيا.
كانت خلافة عبد الملك بن مروان مليئة بالصراعات والثورات والحروب التي أخذت جُلَّ وقته وجهده، وعلى الرغم من ذلك تذكر كتب التاريخ عددًا من إنجازاته أهمها: سك أول دينار ذهبي إسلامي خالص عام 77 هـ والاستغناء عن كافة الصور والرموز الملكية والمأثورات الدينية المسيحية التي يحتملها الدينار البيزنطي. وتعريب الدواوين من الفارسية إلى العربية، إذ يُعد أول من بدأ تعريب الدواوين في التاريخ الإسلامي. بالإضافة لقيامه بجهود كبيرة في العمارة والبناء: فقام ببناء الكعبة على بناء قريش، وبناء مسجد قبة الصخرة، بالإضافة لبناء مدينتي واسط في العراق وتونس في الشمال الإفريقي.

## نسبه ونشأته
هو عبد الملك بن مروان بن الحكم بن أبي العاص بن أمية بن عبد شمس بن عبد مناف بن قصي بن كلاب بن مرة بن كعب بن لؤي بن غالب بن فهر بن مالك بن النضر بن كنانة بن خزيمة بن مدركة بن إلياس بن مضر بن نزار بن معد بن عدنان الأموي القرشي. أبوه مروان بن الحكم رابع خلفاء الدولة الأموية في دمشق، ومؤسس الدولة الأموية الثانية، بويع بالخلافة بعد موت معاوية بن يزيد، في وقت كان نفوذ الأمويين قد ضعف، وبايعت أغلب الأقاليم عبد الله بن الزبير خليفةً للمسلمين. استطاع مروان السيطرة على الشام، وخرج بجيشه إلى مصر التي كانت قد بايعت عبد الله بن الزبير ودخلها وولى ابنه عبد العزيز عليها، لكنه فشل في السيطرة على الحجاز والعراق. توفي سنة 86 هـ. أمه عائشة بنت معاوية بن المغيرة بن أبي العاص بن أمية الأموية القرشية،  أمها فاطمة بنت عامر الجمحي. قُتِل أبوها يوم أحد، وأدركت عائشة حياة النبي محمد نحو سبع سنين، ولم يبق بمكة في حجة الوداع أحد من قريش إلا أسلم وشهدها.

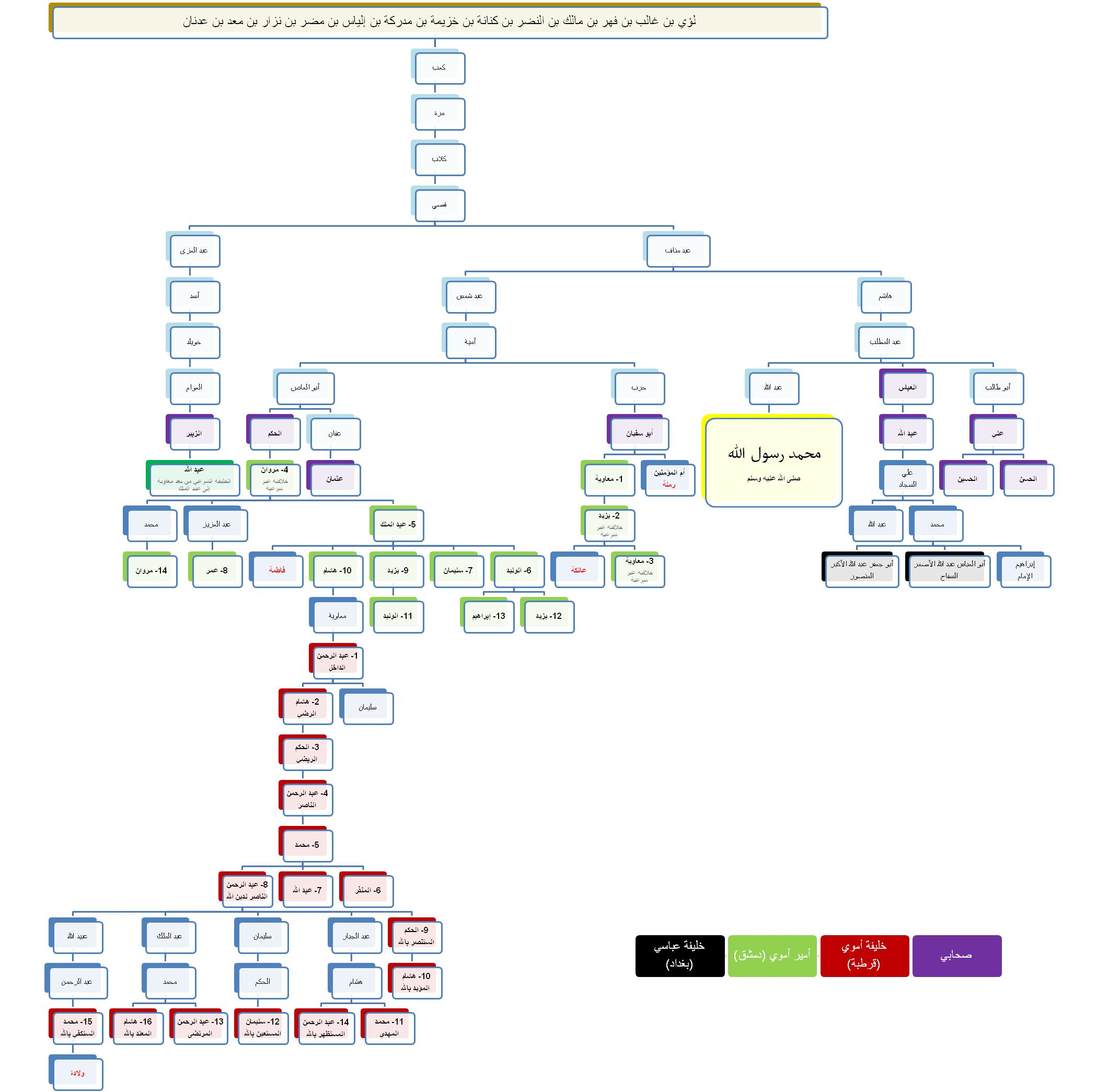
خلفاء بني أمية

ولد عبد الملك في المدينة في خلافة عثمان بن عفان سنة 26 هـ وهي ذات السنة التي ولد فيها ثاني خلفاء بني أمية يزيد بن معاوية. أول من سمي باسم عبد الملك في الإسلام هو عبد الملك بن مروان، وقيل أول من سمي عبد الملك وعبد العزيز هما أبناء مروان بن الحكم. كان عبد الملك ربعة من الرجال أقرب إلى القصر، وكانت أسنانه مشبكة بالذهب، وكان أفوه مفتوح الفم، وربما غفل فينفتح فمه فيدخل فيه الذباب، ولذلك كان يقال له: أبو الذبَّان،  وكان أبيض اللون ليس بالنحيف ولا البدين، مقرون الحاجبين، كبير العينين، دقيق الأنف، أبيض الرأس واللحية. كان عبد الملك قبل توليه الخلافة من العباد الزهاد الفقهاء الملازمين للمسجد التالين للقرآن، قال نافع: «لقد رأيت المدينة ما فيها شاب أشد تشميرًا ولا أفقه ولا أقرأ لكتاب الله من عبد الملك بن مروان»، وقال الأعمش عن أبي الزناد: «كان فقهاء المدينة أربعة: سعيد بن المسيب وعروة بن الزبير وقبيصة بن ذؤيب وعبد الملك قبل أن يدخل الخلافة»، وقال الشعبي: «ما جالست أحدًا إلا وجدت لي الفضل عليه إلا عبد الملك بن مروان، فإنني ما ذاكرته حديثًا إلا زادني فيه، ولا شعرًا إلا زادني فيه». روى عبد الملك الحديث عن أبيه ومعاوية بن أبي سفيان وعن أم المؤمنين أم سلمة وعن بريرة مولاة عائشة بنت أبي بكر، وعن جماعة من التابعين. وممن روى عن عبد الملك البخاري في كتابه الأدب المفرد، والإمام الزهري وعروة بن الزبير وخالد بن معدان وهو من فقهاء التابعين وعبَّادِهم، ورجاء بن حيوة أحد الأعلام. قال ابن كثير: «وسمع من عثمان بن عفان، وهو ممن سار بالناس في بلاد الروم سنة اثنين وأربعين، وكان يجالس الفقهاء والعلماء والصلحاء والعبَّاد، وروى الحديث عن أبيه وجابر وأبي سعيد الخدري وأبي هريرة وابن عمر ومعاوية وأم سلمة وبريرة مولاة عائشة، وروى عنه جماعة منهم: خالد بم معدان وعروة والزهري وعمرو بن الحارث ورجاء بن حيوة وجرير بن عثمان». كان عبد الملك حبوبًا ومرغوبًا من عمومته ومن كبار بني أمية، وذُكر أن معاوية بن أبي سفيان كان جالسًا يومًا ومعه عمرو بن العاص ومر بهما عبد الملك فقال معاوية: ما آدب هذا الفتى وأحسن مروءته، فقال عمرو: يا أمير المؤمنين إن هذا الفتى أخذ بخصال أربع وترك خصالًا ثلاثًا، أخذ بحسن الحديث إذا حدث، وحسن الاستماع إذا حدث، وحسن البشر إذا لقي، وخفة المؤونة إذا خولف، وترك من القول ما يعتذر منه، وترك مخالطة اللئام من الناس، وترك ممازحة من لا يوثق بعقله ولا مروته.

## سيرته قبل الخلافة

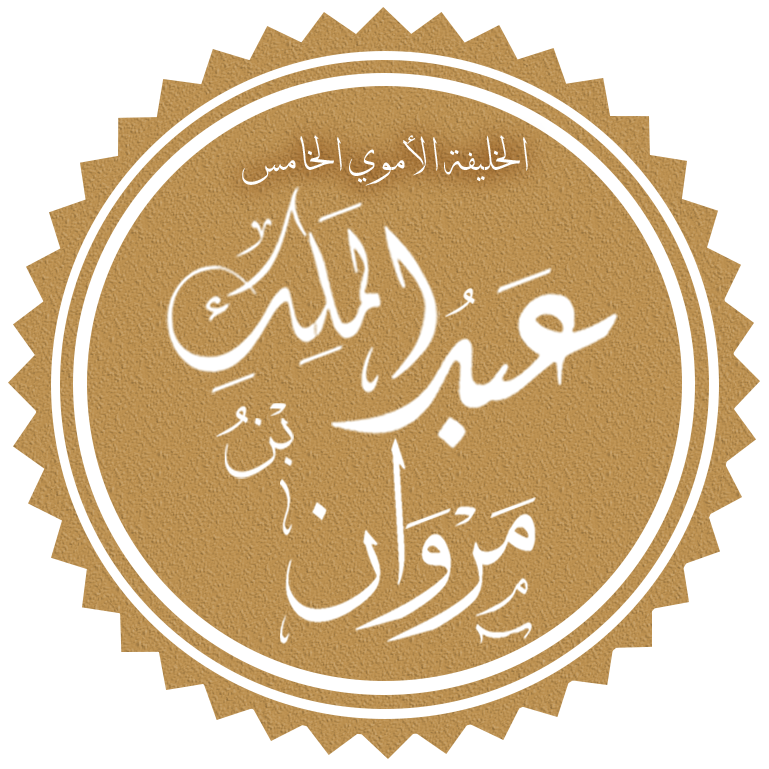
تخطيط اسم عبد الملك بن مروان الخليفة الأموي الخامس

كان أول حادث سياسي شهده عبد الملك هو حادث مقتل عثمان بن عفان، وكان عمره حينها عشر سنوات. وكان أول منصب إداري تولاه في الدولة في عهد معاوية بن أبي سفيان، فقد عينه عاملًا على هجر، ثم تولى ديوان المدينة بعد وفاة زيد بن ثابت، وشارك في الجهاد على رأس حملة إلى أرض الروم سنة 42 هـ، وكان ضمن الجيش الذي غزا أفريقيا مع معاوية بن حديج، وكلفه بفتح جلولا في الشمال الإفريقي. في عهد يزيد بن معاوية كانت علاقته بالزبيريين تسير بشكل جيد، فكان يقول عن ابن الزبير: ما على الأرض اليوم خيرًا منه، وكانت علاقته بمصعب بن الزبير حسنة. بعد وفاة يزيد استلم سدة الحكم ابنه معاوية بن يزيد، الذي لم تدم فترة حكمه قبل موته عدة أشهر على قول، وأربعين يومًا على قولٍ آخر، في هذه الفترة بدأت الحركات المناوئة للأمويين تظهر على السطح، وبدأ الانقسام في العالم الإسلامي يستشري؛ ففي العراق ظهرت ثورة التوابين المطالبة بدم الحسين بن علي، وفي الحجاز أعلن عبد الله بن الزبير استقلاله بالخلافة عن تبعية بني أمية. كانت هذه الأحداث وتسارعها محركًا لاجتماع بني أمية في دمشق، بعد أن أحسوا أنهم أسرى القوى القبلية المتنافسة والمتصارعة سياسيًا وعسكريًا، فالحزب اليمني بقبيلته كلب النافذة في البلاط الأموي بزعامة حسان بن مالك الكلبي كانت متشددة بالحفاظ على امتيازاتها في ظل الدولة الأموية، وخشيت من انتقال الخلافة إلى الحجازيين. أما الحزب القيسي فقد كان مستاءً من محاربة يزيد لأهل المدينة، وقد وصل زعيمها الضحاك بن قيس الفهري إلى مكانة منحته الأحداث السياسية بعد وفاة معاوية الثاني مركزًا متقدمًا من خلال منصبه كأمير بلاد الشام حيث أتيحت له الفرصة أن يملأ الفراغ بصورة غير رسمية، كما وجد القيسيون في دعوة ابن الزبير فرصة تمكنهم من التغلب على الكلبيين وانتزاع القوة من أيديهم، وتفرقت كلمة الأمويين وتنافسوا على منصب الخلافة، فتوزعت آراؤهم بين ثلاثة مرشحين: فقد أيد حسان بن مالك خالد بن يزيد بن معاوية، ومال بعض القادة إلى مروان بن الحكم، وساند فريق ثالث عمرو بن سعيد.
اتفق بني أمية على عقد مؤتمر في الجابية، ترأسه حسان بن مالك، ليتداولوا فيمن يولونه الخلافة، وكان مروان ابن الحكم الأوفر حظًا لشيخوخته وكبره وعظم تجربته. انتهى المؤتمر لمصلحة ابن الحكم حيث اختير بإجماع الحاضرين،  وخرج الكلبيون ممن أيدوا خالد بن يزيد بترضية حيث اختير مرشحهم وليًا للعهد، على أن تكون الخلافة من بعده لعمرو بن سعيد. بذلك انتقل الملك والخلافة في البيت الأموي من الفرع السفياني إلى الفرع المرواني. استاء الضحاك بن قيس من خروج الأمر من يد ابن الزبير، فغادر دمشق إلى مرج راهط، وعسكر هناك وانضم إليه النعمان بن بشير والي حمص وزفر بن الحارث الكلابي أمير قنسرين. خرج مروان بن الحكم ومعه بني أميه وأنصاره لقتال القيسيين، وجرت بين الطرفين مفاوضات لتسوية الموقف، وعقد صلح بين الطرفين استمر عشرين يومًا، لكنه انهار لما وصلت أنباء استيلاء المروانيين على دمشق وإخراج عامل الضحاك منها وإعلان خلافة مروان بن الحكم فيها. في شهر ذي القعدة عام 64 هـ الموافق 684م التقى الجمعان في مرج راهط، وانتهت المعركة بهزيمة القيسيين وقتل زعيمهم الضحاك، وهروب زفر بن الحارث الكلابي بعد المعركة إلى قرقيساء وتحصن بها، فلما جاءت خيول بني أمية فر منها إلى العراق، واستتب الأمر لمروان في الشام وفلسطين.
أما عن دور عبد الملك السياسي في عهد والده مروان بن الحكم، فقد تولى إمارة فلسطين، ولكنه كان يبعث نائبًا عنه وهو روح بن زنباع وذلك حتى يبقى في دمشق قريبًا من إدارة الدولة ولمساعدة والده هناك، حيث كانت الدولة في الفترة التي تولى فيها والده الحكم محاطة بالأعداء والخصوم من الداخل والخارج، ثم تولى إمارة دمشق عند ذهاب والده لفتح مصر. في شهر رمضان من عام 65 هـ توفي مروان بن الحكم ولم يحقق هدفه بإعادة الحجاز والعراق إلى الحكم الأموي، وكان ابن مروان قد عهد بالخلافة لابنيه عبد الملك وعبد العزيز بعد أن أقنع الكلبيين ممن ساندوا خالد بن يزيد بعدم قدرته على التصدي لابن الزبير، واعتبر ما تم في مؤتمر الجابية من العهد لخالد بن يزيد ومن بعد لعمرو بن سعيد ضرورة، وقد زالت الضرورة الآن.

## الخلافة
بويع عبد الملك بن مروان بالخلافة في اليوم الذي توفي فيه والده في دمشق عام 65 هـ. بايع بنو أمية ابن مروان بالخلافة، لكن الوضع كان مختلفًا مع العلماء، فقد بايع بعض العلماء ابن مروان في الشام، وكانوا قلة لا يعدون شيئًا وكان هناك العلماء الذين بايعوا عبد الله بن الزبير، أو الذين اعتزلوا حتى تجتمع الأمة على خليفة. اختلف العلماء اختلافًا كبيرًا حول عبد الملك، فهناك من خرج عليه مثل عبد الرحمن بن أبي ليلى وسعيد بن جبير، وهناك من ابتعد عنه والتزم بالبيعة كالحسن البصري، وهناك من كان قريبًا منه ناصحًا له كقبيصة بن ذؤيب. في بداية ولاية عبد الملك كان العالم الإسلامي منقسم بين أربع جماعات: فئة الأمويين الذين يسيطرون على الشام ومصر، وعبد الله بن الزبير الذي كان يسيطر على الحجاز والعراق، والحركة العلوية في العراق بقيادة المختار بن أبي عبيد الثقفي، وجماعة الخوارج. وأكبر ما يوضح هذا الانقسام في العالم الإسلامي أنه في موسم حج عام 68 هـ ارتفعت أربعة ألوية: لواء عبد الملك بن مروان، ولواء محمد بن علي بن أبي طالب المعروف بابن الحنفية، ولواء نجدة بن عامر زعيم خوارج اليمامة، ولواء ابن الزبير.

## توطيد الاستقرار الداخلي

### القضاء على المعارضة العلوية

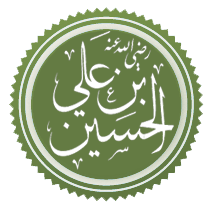
تخطيط اسم الحسين بن علي، الذي تسبب مقتله باندلاع العديد من الثورات ضد الأمويين

كان مروان بن الحكم قد جهز قبل وفاته جيشًا بقيادة عبيد الله بن زياد لإخضاع زفر بن الحارث في منطقة الجزيرة، وعينه أميرًا على كل ما يفتحه، فلما كان في الجزيرة أتاه نعي مروان، وكتاب عبد الملك يستعمله على ما استعمله والده ويحثه على المسير إلى العراق. كان العراق إقليما مليئاً بالأحداث السياسية، فالكوفة كانت مركزًا للمعارضة السياسية، وكان أنصار العلويين يشعرون بالتقصير والذنب بعد معركة كربلاء، لكنهم اضطروا للتهدئة طيلة حكم عبيد الله بن زياد، لكن عندما عم الاضطراب أنحاء بلاد العالم الإسلامي بعد موت يزيد بن معاوية وفرار ابن زياد، أخذ أنصار الحسين بن علي يتصلون ببعضهم البعض لوضع خطة للثأر لدم الحسين، وبدأوا يعقدون الاجتماعات برئاسة سليمان بن صرد الخزاعي لدراسة الموقف، وانتهت الاجتماعات بقولهم: «أنه لا يغسل عنهم ذلك الجرم إلا قتل من قتله أو القتل فيه»، وغلب عليهم اسم التوابين وكان شعارهم الثأر للحسين.
كتب سليمان بن صرد إلى سعد بن حذيفة بن اليمان أمير المدائن يدعوه للانضمام لدعوتهم فاستجاب له، وقَبِل الدخول معه في ثورته ودعوته، فزاد ذلك الأمر التوابين قوة وعزمًا ونشاطًا، ثم إنهم أرادوا استعجال الخروج ولكن سليمان ثبطهم حتى لا يكشف أمرهم. في هذا الوقت أَخرج أهل الكوفة عامل ابن زياد عليهم واستقبلوا عامل ابن الزبير حيث أن ابن الزبير قد استفحل أمره ودانت له كل البلاد عدا الشام. أثناء الإعداد للثورة ظهرت على مسرح الأحداث شخصية أثرت بشدة على مجرى الأحداث وهو المختار بن أبي عبيد الثقفي، وكان عند ابن الزبير، ولكنه ما لبث أن اختلف معه ثم خرج من مكة متوجهًا للكوفة وبدأ يدعو لخلافة محمد بن الحنفية ولقبه بالمهدي، وأدى ذلك لتفرق صف أنصار الحسين وصاروا فرقتين: جمهورهم مع سليمان بن صرد للأخذ بثأر الحسين، والباقي مع المختار، وهذا الاختلاف وصلت أخباره لوالي الكوفة من قبل ابن الزبير فحذرهم من محاولة الخروج على الأمويين، لكن هذا التحذير أدى لاستعجال خروج سليمان ومن معه لقتال أهل الشام.

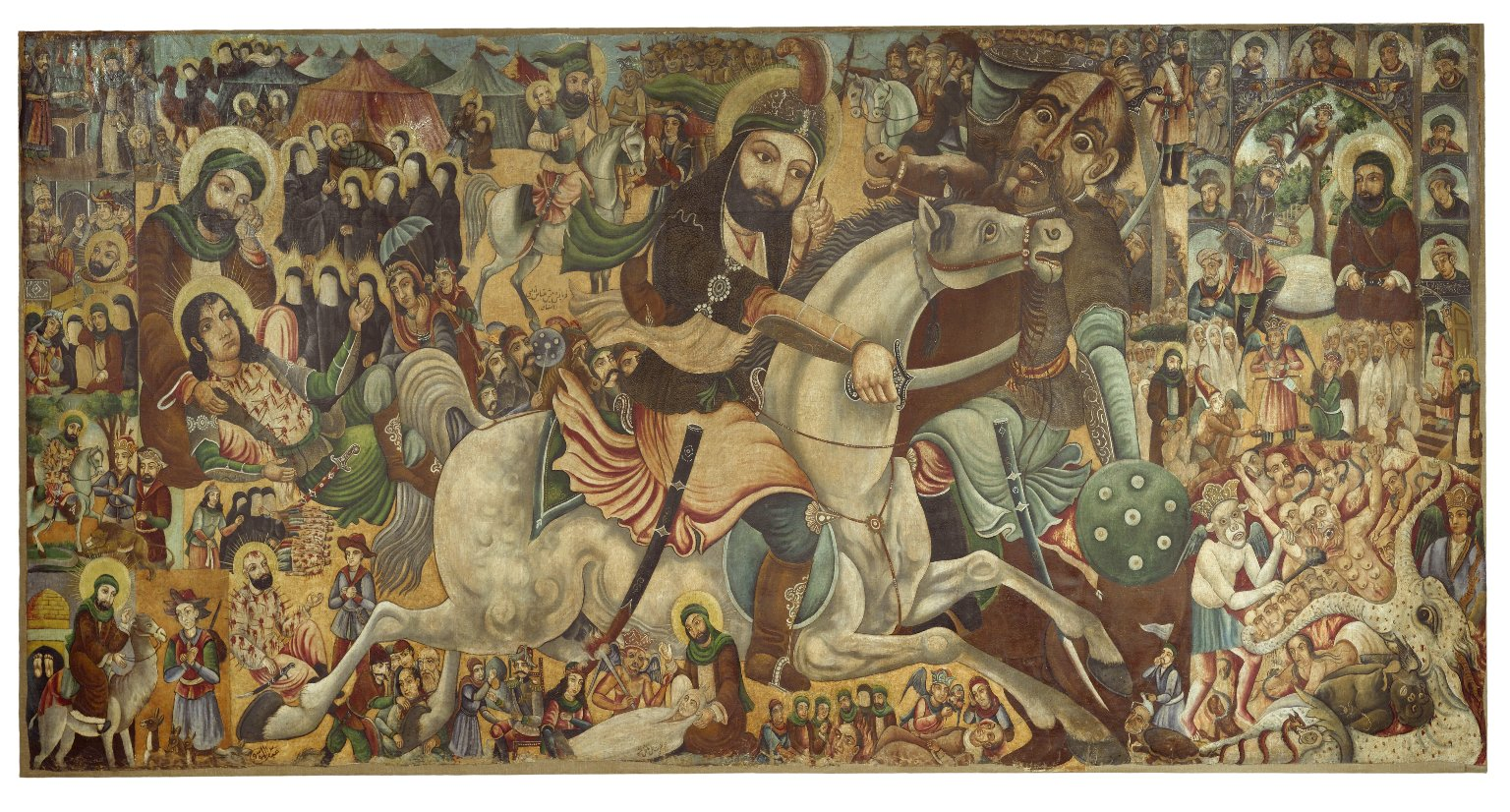
لوحة لمعركة كربلاء في متحف بروكلين. كان مقتل الحسين السبب الرئيس والوحيد لقيام ثورة التوابين ضد بني أمية

كان تاريخ خروج ثورة التوابين في 5 ربيع الثاني 65 هـ من معسكرهم في النخيلة، قام والي الكوفة من قبل ابن الزبير عبد الله بن يزيد ومن معه من أشراف أهل الكوفة بلقاء سليمان وجيشه قبل خروجهم لمحاولة إقناعهم بتأجيل فكرة الخروج حتى يجتمع عندهم الناس ويكثر عددهم وتقوى جيوشهم، وتؤمن لهم مؤونة كافية للحرب، لأن أهل الشام خرجوا في جيش ضخم لحربهم، ولكن سليمان رفض الفكرة وأصر على الخروج. خرج جيش التوابين إلى الجزيرة للقاء أهل الشام، ومروا بطريقهم على قبر الحسين وظلوا يترحمون عليه ويستغفرون له، ثم واصلوا سيرهم، ومر جيش التوابين ببلدة هيت على الفرات، ثم صعد مع النهر إلى أن وصل إلى قرقيساء، وكانت هذه المدينة أبعد المناطق في اتجاه الشام التي اعترفت ببيعة ابن الزبير. فخرج لهم في الطريق زفر بن الحارث وكان واليًا على مدينة قرقيسياء وعرض عليه أن يقاتلوا أهل الشام على حد باب مدينته تحسبًا لحدوث هزيمة فيدخلوا في أمانه، وأن يتأنوا حتى تتوحد صفوفهم مع صفوف ابن الزبير، لكن سليمان بن صرد رفض هذه العرض وأصر على مواصلة السير للقتال، واكتفوا بالتزود بما يحتاجون إليه من المدينة. سار جيش التوابين حتى نزل عند منطقة عين الوردة من أرض الجزيرة إلى الشمال الغربي من صفين، وخطب سليمان في جيشه ووعظهم وذكرهم بالآخرة والنية الصالحة، وأقبل جيش الشام وكان تعداده في أربعين ألفًا، وجيش التوابين أربعة آلاف، ودارت رحى حرب طاحنة لمدة ثلاثة أيام، ولكثرة جند الشام فقد أحاطوا بجيش التوابين من كل مكان ثم رشقوهم بالنبال والرماح حتى قتل قائدهم سليمان بن صرد وعدد من قادته، وفي جنح الليل من اليوم الثالث للمعركة انسحب جيش التوابين بقيادة رفاعة بن شداد إلى الكوفة. أدت هذه الثورة لظهور حركة المختار الثقفي، حيث قام بأمر شيعة العراق بعد وفاة سليمان بن صرد. وقد علق الذهبي على سليمان بن صرد زعيم جيش التوابين بقوله: «كان ديِّناً عابداً، خرج في جيش تابوا إلى الله من خذلانهم الحسين الشهيد، وساروا للطلب بدمه، وسُمُّوا جيش التوابين»، وقال ابن كثير في وصف جيش التوابين: «لو كان هذا العزم والاجتماع قبل وصول الحسين إلى تلك المنزلة لكان أنفع له وأنصر من اجتماعهم لنصرته بعد أربع سنين، وكان عمر سليمان بن صرد رضي الله عنه يوم قتل ثلاثاً وتسعين سنة».
تبعت حركة التوابين حركة أخرى نسبت إلى المختار بن أبي عبيد الثقفي، وعرفت بالمختارية، تميزت هذه الحركة بمناهضتها للحكم الأموي ورفع شعار التشيع العلوي، وساهمت إلى حد كبير في تطور الشيعة كفرقة دينية وسياسية. ظهر المختار في ميدان السياسة عام 64 هـ، حيث توجه إلى مكة قادمًا من الكوفة بعد مقتل الحسين، واتصل بابن الزبير، ونسق معه العمل ضد الأمويين على أساس شروطٍ ثلاث: أن لا يقضي أمرًا دونه، وأن يكون أول من يأذن له، وإذا استعان به على أفضل أعماله. لكن الأمور لم تكن حسنة بين الطرفين ما أدى لعودة المختار إلى الكوفة في الخامس والعشرين من شهر رمضان عام 64 هـ. في الوقت الذي خرج فيه جيش التوابين إلى عين الوردة، كان المختار وراء قضبان السجن بفعل نشاطه المعادي لابن الزبير، لكنه لم يلبث أن غادر السجن، وقاد حركةً سياسية دينية بالمطالبة بدم الحسين وبمناداته بالمهدية بشخص محمد بن الحنفية وأطلق عليه لقب المهدي.

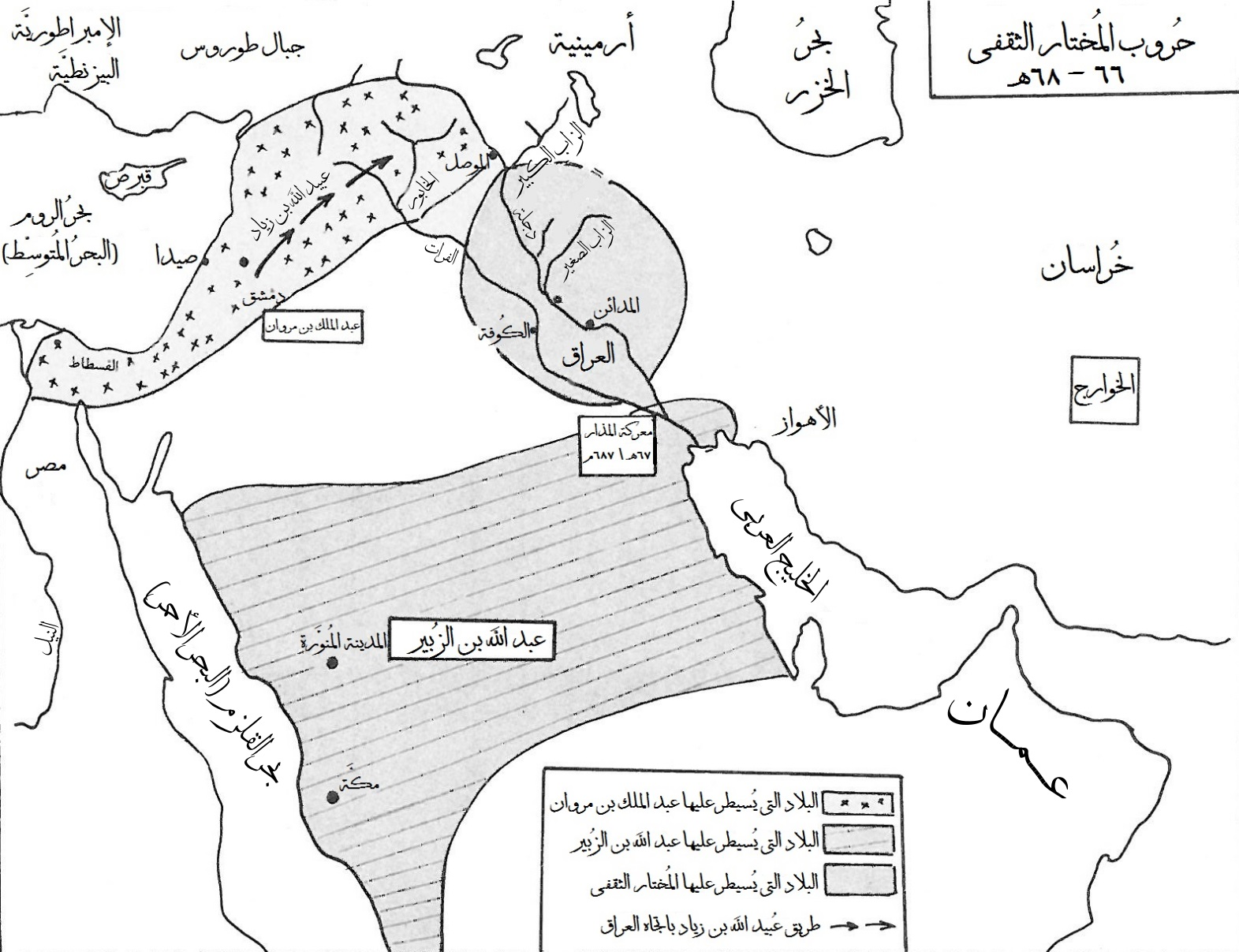
خارطة لنفوذ المختار الثقفي ومناطق صراعه مع ابن المروان.

استطاع المختار ضم بقايا جيش التوابين، بالإضافة لبعض القبائل اليمنية ولا سيما قبيلة نخع وزعيمها إبراهيم بن الأشتر النخعي. استطاع المختار الاستيلاء على الكوفة بعد أن هزم جيش واليها عبد الله بن مطيع، ثم راح يرسل الولاة إلى إمارات أرمينيا وأذربيجان والموصل ليحكموا باسمه. حاول المختار حصر ابن الزبير في الحجاز بالاستيلاء على البصرة، حتى يتفرغ لابن مروان وجيشه في الشام، لكنه فشل لما اضطرت فرقته العسكرية التي أرسلها للتصدي لابن زياد في الموصل من الانسحاب رغم انتصارها في المعركة، ترتب على هذا الانسحاب قيام انتفاضة ضد حكمه في الكوفة من قبل الأشراف، إلا أنه قمعها بسرعة، ثم بدأ مهمته بالثأر من قتلة الحسين. في العاشر من شهر محرم عام 68 هـ أرسل المختار جيشًا بقيادة إبراهيم بن الأشتر لوقف زحف الجيش الأموي المرسل من قبل ابن مروان نحو العراق، واستطاع الأشتر الانتصار على الأمويين في معركة جرت عند نهر الخازر؛
```
نتج عن المعركة مقتل عبيد الله بن زياد ومعه 
الحصين بن نمير السكوني
. ومع تعاظم نفوذ المختار بعد هذا الانتصار، سيطر على شمالي العراق والجزيرة، ثم أعد جيشًا لقتال مصعب بن الزبير لانتزاع البصرة منه، لكن انضمام قائده ابن الأشتر إلى الأشراف في البصرة أثر على قواه وعدته وأصيب بخسارة فادحة في معركة المذار مع جيش مصعب، ولم يتمكن من الصمود داخل الكوفة بعد أن شدد مصعب الحصار عليه، فخاض معركة غير متكافئة انتهت بمقتله واستيلاء مصعب على الكوفة.
[
26
]
```

### القضاء على خلافة ابن الزبير
كانت الأجواء السياسية في المدينة غير مستقرة ويشوبها الكثير من المعارضة والسخط على بني أمية، كان مُبتدأ الخلاف بين أهل المدينة وبني أمية عندما قام معاوية بن أبي سفيان بأخذ البيعة لابنه يزيد، فقد عارض الكثير من أبناء الصحابة هذه البيعة لإحساسهم بانتهاء العهد الراشدي المبني على الشورى، وزاد الأمر سوءًا مقتل الحسين بن علي في كربلاء. قام بعد ذلك وفد من أهل المدينة بزيارة ليزيد بن معاوية، وعلى الرغم من أنهم قدموا عليه ولم يسألوه حاجة إلا قضاها، إلا أنهم رجعوا المدينة ذامين له، مجمعين على خلعه. عندما وصل خبر مقتل الحسين إلى الحجاز أعلن عبد الله بن الزبير خلع يزيد، وبدأ بأخذ البيعة لنفسه من الناس في مكة، وبعد أن كَثُر الحديث في المدينة عن يزيد، أرسل يزيد النعمان بن بشير إلى المدينة يحذرهم الفتنة والخروج عن الطاعة، ويذكرهم الطاعة، فأبوا عليه، ثم أعلنوا خلع يزيد، وبايعوا عبد الله بن حنظلة الغسيل، ووثبوا على عثمان بن محمد بن أبي سفيان والي يزيد، ثم حاصروا بني أمية في دار مروان بن الحكم، وكان عددهم حوالي الألف شخص. فلما علم يزيد بن معاوية بذلك أرسل إليهم جيشًا عليه مسلم بن عقبة المري، وأوصى إن حدث له حدث فالأمير من بعده الحصين بن نمير السكوني، وأقبل مسلم بن عقبة بالجيش حتى وصل إلى المدينة فأمهل أهلها ثلاثة أيام فأبوا إلا القتال، وكان عليهم: عبد الله بن حنظلة الغسيل الأنصاري، وعبد الله بن مطيع، ومعقل بن سنان الأشجعي، وعبد الرحمن بن زهير بن عوف الزهري ابن أخ عبد الرحمن بن عوف، وكان مجيء مسلم عن طريق الحرة الشرقية، ووقعت معركة بين الجيشين سميت وقعة الحرة وكانت في أواخر ذي الحجة من سنة 63 هـ، قتل في هذه الوقعة أكثر سادة أهل المدينة من الصحابة وأبناء الصحابة، واستحلت المدينة من قبل الجيش الأموي ثلاثة أيام. عندما انتهى مسلم بن عقبة المري من المدينة اتجه بجنده نحو مكة يريد عبد الله بن الزبير، وخلف على المدينة روح بن زنباع الجذامي، لم يقطع مسلم مسافة بعيدة عن المدينة حتى مات، فتولى أمر الجند بعده الحصين بن النمير السكوني حسب وصية يزيد بن معاوية فسار إلى مكة، فقاومه ابن الزبير، واستمر القتال شهري محرم وصفر من سنة 64 هـ وفي أوائل ربيع الأول رميت الكعبة بالمنجنيق، ثم جاءهم نعي يزيد في 14 من ربيع الأول سنة 64 هـ، انصرف على أثره جيش الشام إلى بلدهم تاركين الحجاز لولاية ابن الزبير. بعد وفاة يزيد دان الحجاز لعبد الله بن الزبير، ثم دعا لنفسه بالخلافة، ثم أخذ يتوسع حتى ضم إليه بلاد المسلمين كلها إلا دمشق وجزءًا من الأردن، وبايعه في أول الأمر رؤوس الخوارج، وكذلك بايعه المختار الثقفي، وأُخرج بنو أمية من المدينة إلى الشام، فاجتمعو إلى مروان بن الحكم بعد موت معاوية بن يزيد، ودُعي لابن الحكم بالخلافة فبايعه أهل دمشق، ثم توسع من دمشق فضم أرجاء بلاد الشام ومصر.

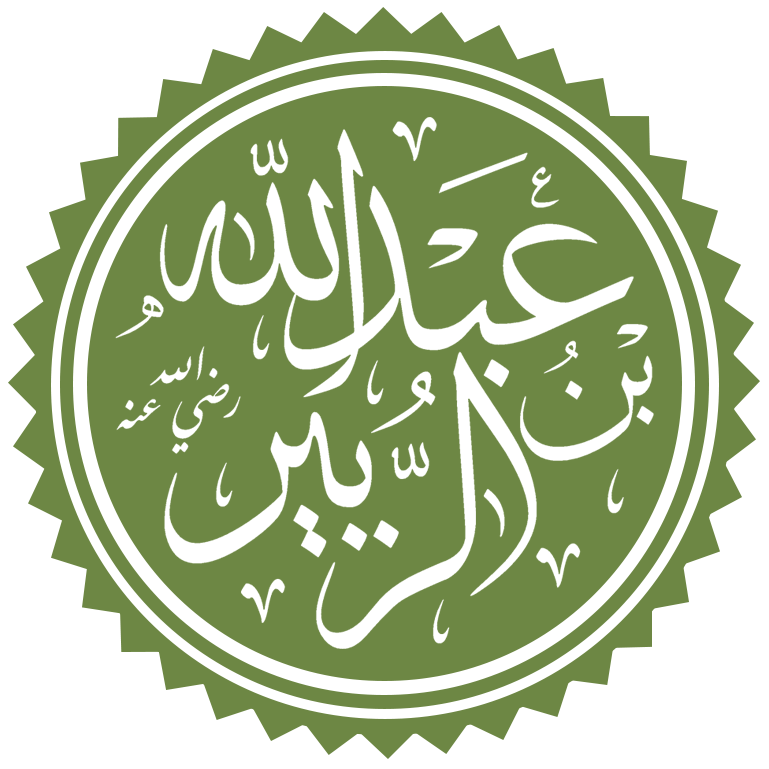
تخطيط اسم أمير المؤمنين عبد الله بن الزبير، تولى الخلافة مدة تسع سنوات قبل أن يقتل في مكة عام 73 هـ

أدى زوال خطر المختار الثقفي من الميدان السياسي إلى انحصار المنافسة على زعامة العالم الإسلامي بين عبد الملك بن مروان وعبد الله بن الزبير. أدرك عبد الملك أن قوة ابن الزبير تكمن في العراق وأن القضاء عليه في هذا الإقليم سيؤدي حتمًا إلى إسقاط النظام الزبيري كاملًا، لذلك خرج عبد الملك على رأس جيش كبير إلى العراق، وكان ذلك بعد أربع سنين من القضاء على المختار. وكان عبد الملك قد أشار عليه بعض أمرائه أن يقيم بالشام، وأن يبعث إلى مصعب جيشا فأبى، وقال: «لعلي أبعث رجلا شجاعا لا رأي له، أو من له رأي ولا شجاعة له، وإني أجد من نفسي بصرًا بالحرب وشجاعة، وإن مصعبا في بيت شجاعة، أبوه أشجع قريش، وأخوه لا تجهل شجاعته، وهو شجاع، لا علم له بالحرب، وهو يحب الدعة والخفض، ومعه من يخالفه، ومعي من ينصح لي». فسار بنفسه حتى نزل بلدة مسكن، وجعل على مقدمة جيشه أخاه محمد بن مروان بن الحكم، وعلى ميمنته عبد الله بن يزيد بن معاوية، وعلى ميسرته خالد بن يزيد بن معاوية، وزحف مصعب نحو باجميرا وعلى مقدمة جيشه إبراهيم بن الأشتر النخعي، ثم بدأ عبد الملك يكاتب زعماء أهل العراق من جيش مصعب يعدهم ويمنيهم، وقد قبلوا التخلي عن مصعب والانضمام إلى عبد الملك. كان عبد الملك يسعى لإيجاد مخرج من قتال مصعب، فأرسل إليه رجلاً من كلب وقال له: «أقرئ ابن أختك السلام - وكانت أم مصعب كلبية - وقل له: يدع دعاءه إلى أخيه، وأدَعُ دعائي إلى نفسي، ويجْعَل الأمر شورى». لكن مصعب رد عليه بقول: «السيف بيننا». ثم حاول عبد الملك محاولة أخرى: فأرسل إليه أخاه محمد بن مروان ليقول له: «إن ابن عمك يعطيك الأمان». فقال مصعب: «إن مثلي لا ينصرف عن مثل هذا الموقف إلا غالبًا أو مغلوبًا». ثم وقعت المعركة وأمد مصعب قائده إبراهيم بن الأشتر بعتاب بن ورقاء الرياحي، وهو من الذين كاتبوا عبد الملك، فاستاء إبراهيم من ذلك وقال: قد قلت له لا تمدني بعتاب وضربائه، إنا لله وإنا إليه راجعون، فانهزم عتاب بالناس، فلما انهزم ثبت ابن الأشتر فقتل، ثم تخلى أهل العراق عن مصعب حتى لم يبق معه سوى سبعة رجال، وجعل يتأمل من معه فلا يجدهم يقاومون أعداءه، فاستقتل وطمن نفسه وقال: «لي بالحسين بن علي أسوة حين امتنع من إلقائه يده، ومن الذلة لعبيد الله بن زياد». وظل يقاتل حتى قتله عبيد الله بن زياد بن ظبيان، وكان مقتله في المكان الذي دارت فيه المعركة على قصر دجيل عند دير الجاثليق في شهر جمادى الآخرة سنة 72 هـ، فلما بلغ عبد الملك مقتله قال: «واروه فقد والله كانت الحرمة بيننا قديمة، ولكن هذا المُلْك عقيم». وبمقتل مصعب عادت العراق إلى حظيرة الدولة الأموية، وعين عبد الملك أخاه بشرا واليًا عليها، وقبل أن يغادرها أَعَدَّ جيشًا للقضاء على عبد الله بن الزبير في مكة.

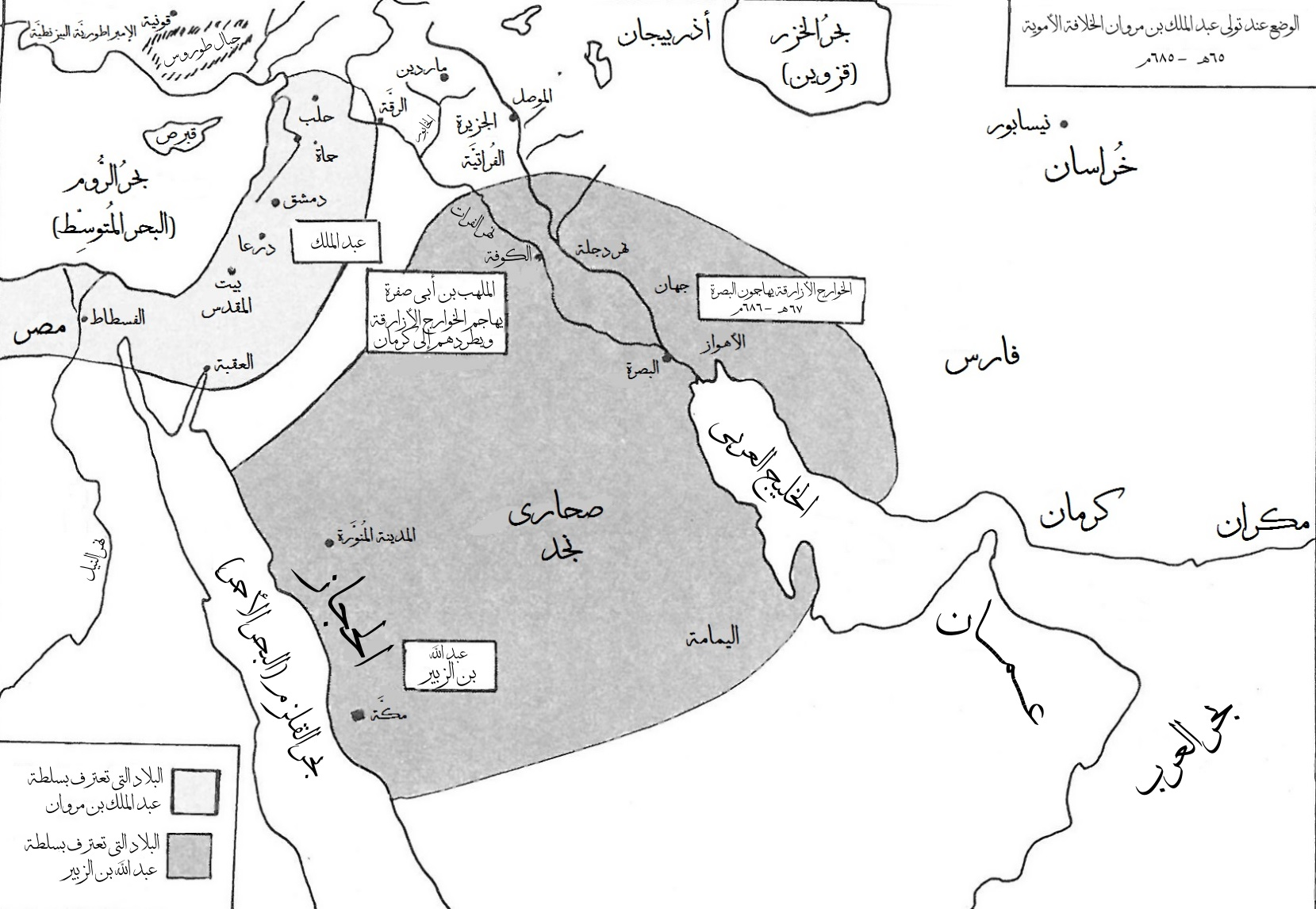
النفوذ السياسي بين الخليفتين ابن الزبير وابن مروان عام 65 هـ الموافق 685م، ويظهر أيضًا تحركات نشطة للخوارج في العراق.

لم يتريث عبد الملك كثيرًا وأسرع بإرسال جيش إلى الحجاز بقيادة الحجاج بن يوسف الثقفي لمواجهة عبد الله بن الزبير، وكان سبب تعيين الحجاج دون غيره أن عبد الملك لما أراد الرجوع إلى الشام قام إليه الحجاج بن يوسف فقال: «يا أمير المؤمنين إني رأيت في منامي أني أخذت عبد الله بن الزبير فسلخته فابعثني إليه وولني قتاله». فحاصر الحجاج مكة في عشرين ألفًا من جند الشام،  فنصب المنجنيق على مكة ليحصر أهلها حتى يخرجوا إلى الأمان والطاعة لعبد الملك، وكان مع الحجاج قوم قدموا عليه من أرض الحبشة، فجعلوا يرمون بالمنجنيق، فقتلوا كثيراً من أهل مكة، وكان معه خمس مجانيق، فألح عليها بالرمي من كل مكان، وحبس عنهم الميرة فجاعوا، وكانوا يشربون من ماء زمزم، وأخذت الحجارة تقع في الكعبة، وكانت الحرب سجالًا يكر جيش الشام على ابن الزبير، فيشد عليهم، وكان ابن الزبير يقول في القتال: «خذها وأنا ابن الحواري»، وقيل لابن الزبير: ألا تكلمهم في الصلح، فقال: «والله لو وجدوكم في جوف الكعبة لذبحوكم جميعا، والله لا أسألهم صلحا أبدا». لما اشتد الحصار أخذ أهل مكة يخرجون إلى الحجاج بالأمان ويتركون ابن الزبير، حتى خرج إليه قريب من عشرة آلاف، فأمنهم، وقل أصحاب ابن الزبير، حتى خرج إلى الحجاج حمزة وخبيب ابنا عبد الله ابن الزبير فأخذا لأنفسهما أمانًا من الحجاج فأمنهما، ودخل عبد الله بن الزبير على أمه أسماء بنت أبي بكر فشكا إليها خذلان الناس له، وخروجهم إلى الحجاج حتى أولاده وأهله، وأنه لم يبق معه إلا اليسير، ولم يبق لهم صبر ساعة، فما رأيك، فقالت: «يا بني، أنت أعلم بنفسك إن كنت تعلم أنك على حق وتدعو إلى حق فاصبر عليه، فقد قتل عليه أصحابك، ولا تمكن من رقبتك، يلعب بها غلمان بني أمية، وإن كنت إنما أردت الدنيا فلبئس العبد أنت، أهلكت نفسك وأهلكت من قتل معك، وإن كنت على حق فما وهن الدين، وإلى كم خلودكم في الدنيا، القتل أحسن». فدنا منها وقبل رأسها، وقال: هذا والله رأيي، ثم قال: «فانظري يا أماه، فإني مقتول من يومي هذا، فلا يشتد حزنك، وسلمي لأمر الله، فإن ابنك لم يتعمد إتيان منكر، ولا عمل بفاحشة قط، ولم يجر في حكم الله، ولم يغدر في أمان، ولم يتعمد ظلم مسلم ولا معاهد، ولم يبلغني ظلم عن عامل فرضيته بل أنكرته، ولم يكن عندي آثر من رضا ربي عز وجل، اللهم إني لا أقول هذا تزكية لنفسي، اللهم أنت أعلم بي مني ومن غيري، ولكني أقول ذلك تعزية لأمي لتسلو عني». فقالت أمه: اخرج يا بني حتى أنظر ما يصير إليه أمرك. انتهى الحصار الذي استمر ستة أشهر وسبعة عشر يومًا، بمقتل عبد الله بن الزبير ودخول الحجاج مكة وفرض سيادة بني أمية على الحجاز في السابع عشر من جمادى الأولى عام 73 هـ الموافق 692م. وبهذا انتهت خلافة ابن الزبير التي استمرت تسع سنوات، وتوحد العالم الإسلامي تحت طاعة عبد الملك بن مروان الذي أضحى الخليفة الشرعي الوحيد للمسلمين.

### التغلب على الخوارج
الخوارج هم فرقة خرجت على رابع الخلفاء الراشدين علي بن أبي طالب، وكان خروجهم هو علة تسميتهم بهذا الاسم، حيث قال أبو الحسن الأشعري: «والسبب الذي سموا له خوارج خروجهم على علي لما حكم». ظل الخوارج يتتابعون في الخروج بعد الإمام علي وخلال الحكم الأموي، وظل حالهم على نحو ما كانوا عليه خلال خلافة علي. ولما استتب الأمر لمعاوية واجتمعت عليه الكلمة كان الخوارج قد اشتعلت جذوتهم وثبت في أذهانهم فكرة الخروج على بني أمية وعلى رأسهم معاوية بن أبي سفيان، فأخذوا في التجمع والتربص للخروج في أي فرصة كانت، إذ كان معاوية في نظرهم مغتصبًا للحكم لا شك في قتاله. في فترة ولاية عبد الملك بن مروان أصبح الخوارج هم القوة التي بقيت خارج نطاق الصراع بينه وبين ابن الزبير، وظلوا يعارضون بني أمية لأنهم اعتبروهم مغتصبين للخلافة، كما كان لحالة الاضطراب السياسي التي شهدها العالم الإسلامي وسياسة الحجاج القاسية في العراق دور كبير في تشجيعهم على التمرد على خلافة بني أمية. كان أول موقف سياسي منظم اتخذه الخوارج هو التحالف مع عبد الله بن الزبير في مكة، لكن لم يلبث هذا التحالف أن انفرط بعد أن تبين لهم أن ابن الزبير يخالفهم الرأي، فغادروا مكة،  وانقسموا إلى عدة فرق نتيجة وقوع صراعات داخلية بين صفوفهم تعود إلى اختلافات سياسية وعقائدية وقبلية، وأشهر فرق الخوارج التي نشأت في تلك الفترة الأزارقة والصفرية والنجدات.
استغل نافع بن الأزرق الأوضاع السياسية المتردية التي كانت تمر بها الخلافة الأموية، فبدأ نشاطه العسكري المنظم، واستطاع الاستلاء على البصرة، فجبى خراجها ونشر فيها عماله، لكنه لما علم باتفاق البصريين على التصدي له، اكتفى بإخراج أنصاره من السجون وغادر البصرة متوجهًا إلى الأهواز، حيث أصبحت منطلق وقاعدة هجماته. قُتل نافع بن الأزرق في إحدى حملاته على البصرة عام 65 هـ فخلفه عبيد الله بن الماحوز. في هذا الوقت عهد ابن الزبير إلى المهلب بن أبي صفرة بقتال الخوارج، فتمكن من طردهم من الأهواز وقتل ابن الماجوز. لما دخل العراق تحت سيادة عبد الملك بن مروان استعاد الأزارقة قوتهم واستعادوا السيطرة على الأهواز، وأصبحوا يشكلون خطرًا مباشرًا على البصرة والمناطق المجاورة لها. قام عبد الملك بن مروان بتعيين المهلب بن أبي صفرة لمحاربة الخوارج، بعدما استثناه من العقاب الذي أنزله بأعوان ابن الزبير، فأظهر المهلب إخلاصًا في حربه للخوارج الأزارقة، وتمكن بعد سلسلة طويلة من المعارك معهم والتي دامت ثلاث سنوات من القضاء عليهم وذلك عام 78 هـ.
في الوقت الذي كان فيه الخوارج الأزارقة يهددون البصرة، كان الخوارج الصفرية يهددون الكوفة، وكانت هذه الفرقة تنسب إلى زياد بن الأصفر، وكانت نقطة انطلاقهم وقاعدة عملياتهم الموصل، وتمكنوا عام 76 هـ من اجتياح العراق من الموصل حتى الكوفة مرورًا بالمدائن وخانقين، بعد أن تغلبوا على جيوش الأمويين التي كانت تتصدى لهم. أحس عبد الملك بن مروان بأن القوى العراقية أصبحت غير قادرة على التصدي للصفرية، فسخر قوى من أهل الشام للتصدي لقوى الخوارج، وعين الحجاج بن يوسف قائدًا لعمليات التصدي والمطاردة، وتمكن بعد سلسلة من المعارك من التغلب عليهم، وكان آخر المعارك التي دارت بين الطرفين معركة نهر الدجيل عام 77 هـ، حيث لم يصمد فيها الخوارج بقيادة شبيب بن يزيد بن نعيم، وانسحب بمن معه عبر جسر من القوارب أقاموه على النهر، وكان شبيب أول المنسحبين فغرق وهو يعبر النهر. شكل موت شبيب نقطة تحول هامة في حركة الخوارج الصفرية، لأن خليفته مسلم البطين لم يكن له الحماس نفسه بالرغم من استمراريته لتحدي الدولة، لكن سرعان ما ألقي عليه القبض وقتل بأمر الحجاج، فطلب الصفرية الأمان فمنحوا إياه.
هاجم خوارج اليمامة بقيادة نجدة بن عامر الحنفي البحرين ومناطق أخرى على الشريط الساحلي الشرقي لشبه الجزيرة العربية، فاشتدت شوكتهم. عندما دخل العراق في سيادة ابن مروان تصدى لخطر خوارج اليمامة، وكانوا بقيادة أبي فديك عبد الله بن ثور، فأمر بحملة عسكرية ضدهم في المشقر من بلاد البحرين، دارت الدائرهم عليهم وقتل أبو فديك واضطر أتباعه للتسليم لبني أمية، وعلى هذا الشكل سقط خوارج اليمامة ولم تقم لهم بعد ذلك قائمة.

### القضاء على ثورة ابن الأشعث
تُعد ثورة عبد الرحمن بن الأشعث إحدى أهم الحركات المناوئة للحكم الأموي. كان ابن الأشعث زعيم قبيلة كندة وأحد زعماء وسادات الكوفة، واستطاع استغلال العداء الكبير الذي يكنه أهل العراق للدولة الأموية، وأشعل به حربا كانت إحدى أخطر الحروب التي واجهة عبد الملك بن مروان. بدأ الحجاج في التفكير في الفتوحات الخارجية بعد قضائه على الخوارج، وكان رتبيل ملك كابل قد هزم جيشًا أُرسل من العراق في عام 79 هـ بقيادة عبيد الله بن أبي بكرة، وكان لهذه الهزيمة أثر كبير في عبد الملك بن مروان الذي كلف واليه في العراق الحجاج بإرسال جيش آخر لتأديب رتبيل. أعد الحجاج جيشًا كبيرًا وعهد بقيادته إلى عبد الرحمن بن الأشعث الذي لم تكن علاقته به جيدة، وعينه حاكمًا على سجستان وأمره بإخضاع رتبيل. في عام 80 هـ اتجه الجيش بقيادة ابن الأشعث باتجاه سجستان، وهاجم معاقل رتبيل الذي انسحب أمامه، إلا أنه لم يتمكن من إخضاعه نظرًا لطبيعة المنطقة الجبلية الوعرة، وقام ابن الأشعث بالتوقف عن مطاردة رتبيل والتراجع إلى بست وهي إحدى مدن سجستان، وأخبر الحجاج بهذا القرار. لم يكن الحجاج راضيًا عن توقف العمليات العسكرية ضد رتبيل، وأرسل إلى ابن الأشعث يأمره بالزحف وراء قوات رتبيل وهدده بالعزل إذا خالف ذلك، شعر ابن الأشعث بإهانة كبيرة في مخاطبة الحجاج له بهذا الأسلوب، استشار ابن الأشعث أتباعه في أمر الحجاج فاستقر بهم الرأي على خلع الحجاج، وبايعوا ابن الأشعث وزحفوا باتجاه العراق.
قبل مغادرة سجستان صالح ابن الأشعث رتبيل على أنه إن استطاع أن يزيل الحجاج فليس على رتبيل شيء من الخراج، وإن هُزم فعليه منعه، سار ابن الأشعث للعراق، ولما سمع الحجاج بذلك جهز جيوشا وطلب من عبد الملك إمداده، التقى الطرفان في أول معاركهما في تستر واقتتلا قتالا شديدا انتصر فيه ابن الأشعث ودخل البصرة فبايعه أهلها، لكن الحجاج أعاد الكرة وانتصر في معركة الزاوية عام 82 هـ، واضطر ابن الأشعث إلى مغادرة البصرة التي دخلها الحجاج. قام عبد الملك بن مروان بإرسال وفد لابن الأشعث يحمل عدة اقتراحات لحل القضية منها: عزل الحجاج عن العراق واستبداله بمحمد بن مروان، والمساواة في العطاء بين أهل الشام وأهل العراق، وتعيين عبد الرحمن بن الأشعث على أية ولاية يختارها في العراق. لكن ابن الأشعث وقادته رفضوا عرض عبد الملك واعتبروه موقف ضعف، فالتقى الطرفان في وقعة دير الجماجم الفاصلة، اعتمد الحجاج في المعركة سياسة النفس الطويل والمصابرة في المعركة، فصف جيوشه أمام جيوش ابن الأشعث، ونشبت حرب أشبه ما تكون بحرب استنزاف بين الفريقين، وعلى الرغم من أن جيش ابن الأشعث تأتيهم الميرة من الأقاليم من الطعام والعلف وجيش الحجاج في ضيق شديد فقدوا فيه اللحم بالكلية، إلا أن الحجاج صابر في حربه، واستمر صبره حتى انقضت سنة 82 هـ، ودخلت سنة 83 هـ، والجيشان بينهما مبارزات فردية كل يوم وأحيانًا تحمل مجموعة من هذا الجيش على الآخر والعكس، حتى أن جيش ابن الأشعث كسروا أهل الشام بضعًا وثمانين مرة ينتصرون عليهم، ومع هذا كان الحجاج ثابتًا في مكانه، وكان يتقدم قليلًا قليلًا، حتى قرر القيام بعمل ينهي به ثورة ابن الأشعث، فأمر جنوده بالحمل مرة واحدة على موضع قوة جيش بن الأشعث وهم كتيبة القراء، وركز هجومه على هذه الكتيبة حتى قتل منهم الكثير، وكان ذلك سبب انهزام باقي جيش ابن الأشعث، الذي اضطرب نظامه واختلت صفوفه وفروا في كل اتجاه. فر ابن الأشعث ومن معه إلى بلاد الملك رتبيل ودخل في جواره وأكرمهم رتبيل وعظمهم. إلا أن الحجاج لم يترك ابن الأشعث وشأنه، وأجبر رتبيل على تسليمه له، ولما علم ابن الأشعث بذلك انتحر بأن القى بنفسه من فوق القصر، وانتهت ثورته بموته.

### القضاء على ثورات أُخرى

#### عمرو بن سعيد الأشدق
لم يكن لعمرو بن سعيد الأشدق حضور في الميدان الإداري والسياسي مطلع العصر الأموي، لكن ظهوره بدأ منذ سعي معاوية إلى مبايعة ابنه يزيد بولاية العهد، فقام والده سعيد بن العاص أثناء ولايته على الحجاز بالعمل على تولية ابنه عمرو ديوان الجند في المدينة، ثم اسند إليه ولاية مكة والطائف، واخذ عمرو في السعي لأخذ البيعة ليزيد في مكة، غير أن والي المدينة الوليد بن عتبة بن أبي سفيان أظهر تهاونًا أمام أبرز المعارضين لخلافة يزيد، وهما: الحسين بن علي بن أبي طالب، وعبد الله بن الزبير بن العوام، اللذان رفضا البيعة، وغادرا المدينة المنورة متوجهين نحو مكة المكرمة، وهو ما حمل الخليفة يزيد على عزل الوليد بن عتبة عن ولاية الحجاز، وتولية عمرو بن سعيد إياها، وكان هدفه الرئيس القضاء على أية بادرة للثورة أو التمرد على خلافة يزيد بن معاوية، وأعلن عزمه التوجه إلى مكة المكرمة في حج عام 60 هـ لإلقاء القبض على الحسين وابن الزبير، لكن الحسين اتجه إلى العراق وهناك واجه ابن زياد ووقعت بينهما معركة كربلاء التي انتهت بمقتل الحسين. بعد وفاة يزيد بن معاوية ثم الوفاة السريعة لابنه معاوية الثاني، شغر منصب الخلافة، وبدأ عمرو بن سعيد بالدعاية لبيعة مروان بن الحكم بالخلافة، اتفق بني أمية في مؤتمر الجابية باختيار مروان بن الحكم خليفة لبني أمية، وخالد بن يزيد وليًا للعهد، على أن تكون الخلافة من بعده لعمرو بن سعيد. استطاع مروان بن الحكم تدعيم سلطته في الشام وضم مصر، وبدأ بالتخطيط لتوريث الخلافة إلى ابنه عبد الملك، واستطاع ارضاء أطراف البيت الأموي ببيعة عبد الملك، وبويع عبد الملك بالخلافة مع الوعد بالإبقاء على تسمية عمرو بن سعيد وليًا للعهد، لكن عبد الملك أحس بتهميش عمرو، بينما استشعر عمرو نية عبد الملك بإقصائه عن ولاية العهد، فأعاد مطالبته البيعة بولاية العهد رسميًا، إلا أن عبد الملك عزم على مبايعة أخيه عبد العزيز بن مروان رسميًا وليًا لعهده. فقرر عمرو مواجهة عبد الملك، فانسل من معسكر عبد الملك الذي كان معسكرًا خارج دمشق لمواجهة ابن الزبير، وتوجه مع بعض أنصاره إلى دمشق، وباشر بالاستعداد لحصار يفرضه عليه عبد الملك بعد أن أيده أهل دمشق والجند الذين بها في تمرده، وأعلن 12 ألف مقاتل فيها ولاءهم له، منهم قوة ضاربة عددها 4 آلاف من أبطال الشام، وحظي عمرو بدعم ومؤازرة بعض وجوه أهل الشام خارج دمشق، لما بلغ عبد الملك أخبار تمرد عمرو بن سعيد، أسرع بالعودة إلى دمشق، وفرض حال وصوله حصارًا حول دمشق لقمع تمرده والقضاء عليه. لكن عبد الملك عمد إلى التهدئة والرضوخ إلى مطلب عمرو بعد أن لقي في مواجهته قوة وممانعة، لكن عمرو بقي على تمرده، وبعد جولات من المفاوضات بين الطرفين تم الاتفاق على: أن يكون عبد الملك أمير المؤمنين، وأن يصبح عمرو بن سعيد ولي العهد والخليفة من بعده، وأن يكون أميرًا على دمشق، وألا يخرج عامل لعبد الملك إلا ومعه عامل لعمرو بن سعيد، ولا يكتب كتاب إلا كتبه عبد الملك والأمير عمرو بن سعيد، وأن دخل عمرو وليس عبد الملك في مجلسه يجلس عمرو في مجلسه، وإذا جاء عبد الملك يتنحى له عمرو عن صدر المجلس، وعلى أن لعمرو إذا ركب أن يركب في أربعة آلاف، وأن لا يدخل عمرو على عبد الملك حتى يكون مع عمرو رهينة من ولد عبد الملك، وأن يتولى عمرو بيت المال وديوان الجند.
كان عبد الملك يعي خطورة الاتفاق، فأضمر النية على عدم الالتزام به، والتعامل معه كهدنة مؤقتة، تتيح له إنهاء تمرد عمرو، والدخول بقواته إلى مدينة دمشق لاستعادة المبادرة، والشروع في تصفية عمرو وأنصاره قبل وضع الاتفاق موضع التنفيذ، لذا بادر عبد الملك بعد أربعة أيام فقط من دخوله العاصمة دمشق إلى تنفيذ مخططه، فاستدرج عمرو بن سعيد إلى قصره، وعزله عن أنصاره، ثم تولى قتله بعد أن كان قد أعطاه الأمان،  وهو القائل: «أنا قاتل عمرو... حق والله لمن قتل عمرًا أن يفخر بقتله». قال ابن الكلبي: «كان مروان بن الحكم ولِي العهد عمرو بن سعيد بن العاص بعد ابنه، فقتله عبد الملك، وكان قتله أول غدر في الإسلام».

#### زفر بن الحارث الكلابي
ظل القيسيون في بداية عهد عبد الملك بن مروان على ولائهم لابن الزبير، وكان أحد كبار زعمائهم زفر بن الحارث الكلابي، الذي فر إلى قرقيسياء وتحصن بها، وأصبح تحصنه هناك مركزًا لشن الغارات في المناطق المجاورة له. كان عبد الملك بن مروان في هذه الفترة يوجه كل جهوده لاستعادة العراق من سيطرة مصعب بن الزبير، وكان على عبد الملك إذا أراد استعادة العراق أن ينهي اعتصام زفر بن الحارث في قرقيساء، فسار إليه في جيشه الذي كان قد جهزه لحرب مصعب بن الزبير، فبدأ بزفر أولًا فحاصره، ولكن رجال زفر أظهروا بطولة وجسارة في الدفاع عن المدينة، وفيهم قال عبد الملك: «لا يبعد الله رجال مضر والله قتلهم لذل وإن تركهم لحسرة». لجأ عبد الملك إلى المسالمة والمهادنة، وكتب إلى زفر يدعوه إلى طاعته ويحذره من الخروج عليه، وبعد جهود من المفاوضات أرسل إليه زفر يجيبه إلى طلبه، واشترط عليه أن يظل مخلصًا لابن الزبير، وافق عبد الملك على شرط زفر، وأعطاه الأمان هو وابنه وقائده الهذيل بن زفر، واختتم عبد الملك مصالحة زفر بأن زوج ابنه مسلمة بن عبد الملك بالرباب بنت زفر بن الحارث. حرص عبد الملك على على تحقيق التوازن بين القبائل اليمانية والقيسية، وجعل من أصحابه زفر بن الحارث وابنه الهذيل وعبد الله بن مسعود الفزاري وغيرهم من زعماء قيس، كما كان من أصحابه حسان بن مالك الكلبي وروح بن زنباع الجذمي ورجاء بن حيوة الكندي وغيرهم من الزعماء اليمنيين، وعدل بين الفريقين في مجلسه وعدل بينهما في وظائفه، فكان يختار ولاته على الأمصار من القيسية غالبًا، بينما يختار موظفي بلاطه من اليمانية.

## الفتوحات

### الجبهة الشرقية

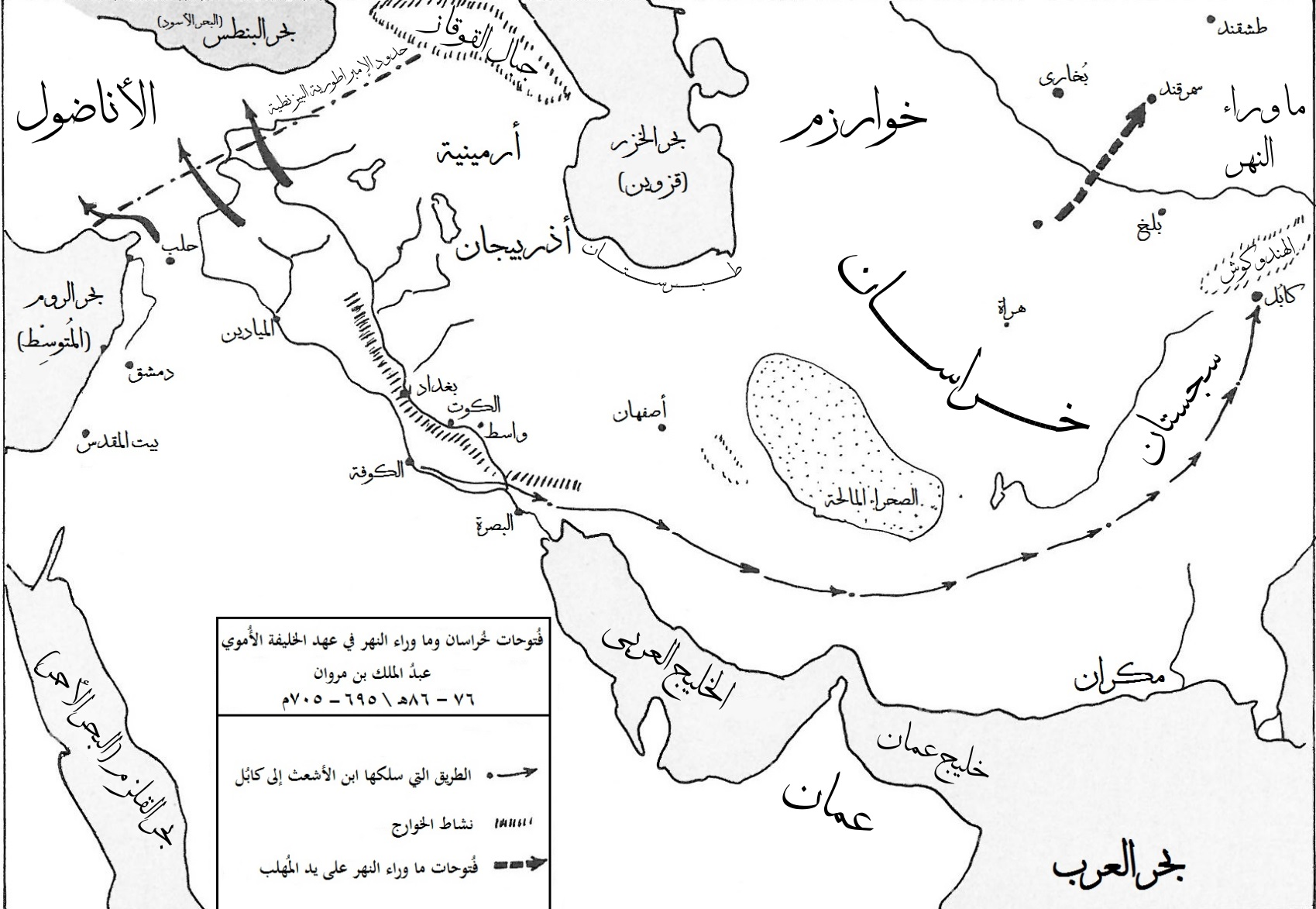
فتوحات خراسان وما وراء النهر في عهد عبد الملك بن مروان.

لم تسمح الاضطرابات المتلاحقة التي اجتاحت شرقي الدولة الإسلامية للمسلمين بالتوسع في فتوحاتهم، وكانت السياسة الخارجية التوسعية على هذه الجبهة هي آخر اهتمامات عبد الملك بن مروان لانصرافه لمعالجة القضايا الداخلية، وكان الجمود هو الطابع العام لسياسة الفتوحات في ذلك الوقت. لكن قوة الدولة سمحت لها بتحقيق بعض الفتوحات وإن لم تكن كبيرة في هذه المرحلة، ولم تنشط فتوحات ما وراء النهر إلا منذ أن تولى الحجاج ولاية خراسان مع العراق عام 78 هـ، فولَّى خراسان المهلب بن أبي صفرة الذي غزا مع أبنائه بلاد ما وراء النهر خاصة مدينة كش والختل وريخش، وتابع أبناؤه بعد وفاته سياسة الجهاد والفتوحات،  حيث أرسل المهلب جيوش المسلمين من جديد نحو الشرق إلى بلاد التركمان ابتداء من عام 80 هـ، فعبر المهلب بجيشه نهر سيحون ونزل مدينة كش، ثم جعل يغزو البلاد غزوا متواصلًا، وركز معاركه على مدن سمرقند وبخارى وبطخارستان وببست. كانت الجيوش مقسمة على عدة قادة؛ فأحد الجيوش كان في مقدمته أبو الأدهم الزماني في ثلاثة آلاف، والمهلب على آخر في خمسة آلاف مقاتل، وابنه يزيد بن المهلب على رأس جيش مهمته فتح بلاد الختل، الذي استطاع من تحقيق أهداف حملته واضطر ملك الختل إلى مصالحة يزيد ودفع الجزية له. بعد وفاة المهلب ولَّى الحجاج ابن المهلب يزيد على خراسان، فقام يزيد عام 84 هـ بفتح قلعة باذغيس بعد أن أحكم حصارها، واستولى على مافيها من أموال وذخائر، ثم عزل الحجاج يزيد بن المهلب وعين أخاه المفضل بن المهلب على ولاية خراسان عام 85 هـ، فولي المفضل البلاد تسعة أشهر قام خلالها بغزو باذغيس وفتحها، ثم غزا مدينة أخرون وشومان. إلا أن فتوحات المسلمين لم تأخذ مظهرها الجدي والنوعي إلا عندما ولَّى الحجاج قتيبة بن مسلم الباهلي ولاية خراسان عام 86 هـ، وهي نفس السنة التي توفي فيها عبد الملك بن مروان.

### الجبهة البيزنطية

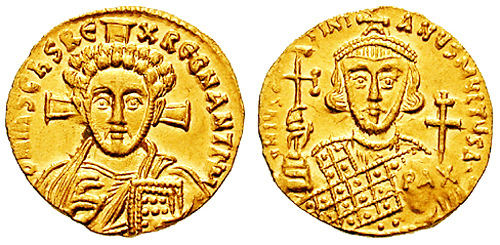
صورة للإمبراطور البيزنطي جستنيان الثاني مسكوك على عملة ضربت خلال فترة حكمه الثانية. وهو من وقع مع عبد الملك معاهدة دفع بموجبها المسلمين ثلاثمئة وخمسين وستين ألف قطعة ذهبية سنويًا للدولة البيزنطية

فقد المسلمون روح المبادرة والقوة أمام الروم البيزنطيين في عهد الاضطرابات الداخلية التي عصفت بالدولة الإسلامية، فانتهز الإمبراطور البيزنطي جستنيان الثاني هذه الفرصة ونقض المعاهدة التي سبق وأن أبرمها البيزنطيون مع المسلمين،  وساق جيوشه لقتالهم فاجتاح بعض بلاد الشام عام 70 هـ الموافق 689م. في هذه الفترة وقع على الطرف الشرقي للإمبراطورية البيزنطية حادث أثر على سير العلاقات بين المسلمين والروم، كانت هناك جماعات من المردة النصارى في جبال الأمانوس قد ألفوا جيشًا واتخذت منهم السلطات البيزنطية سياجًا حدوديًا بينها وبين المسلمين في هذه المنطقة، كان المردة بحكم موقعهم الجغرافي ووضعهم السياسي يحمون الدولة البيزنطية من هجمات المسلمين ويدافعون عن معاقلهم الجبلية المنيعة ضد أي اعتداء خارجي، وكثيرًا ما توغلوا جنوبًا حتى وصلوا إلى جبال لبنان، وقد ضايقوا المسلمين بما كانوا يشنونه من غارات مستمرة على المناطق المجاورة خاصة المناطق الساحلية، اضطر عبد الملك بن مروان وفقًا للظروف الحالية إلى المهادنة تفاديًا لحروب جديدة في المنطقة، وللتفرغ للمشاكل الداخلية التي استجدت في العالم الإسلامي، فعقد مع الإمبراطور البيزنطي جستنيان الثاني معاهدة عام 79 هـ الموافق 689م تعهد الخليفة بمقتضاها بالتالي: أن يدفع مالًا مقدرًا للإمبراطور البيزنطي يبلغ ثلاثمئة وخمسة وستين ألف قطعة ذهبية، وثلاثمئة وخمسة وستين عبدًا، وثلاثمئة وخمسة وستين جوادًا أصيلًا في مقابل وقف الغارات البيزنطية على الأراضي الإسلامية، وأن تقتسم الدولتان الإسلامية والبيزنطية خراج أرمينيا وقبرص وإيبيريا، وأن تسحب الإمبراطورية البيزنطية المردة من منطقتي جبال لبنان وشمالي الشام إلى ما وراء جبال طوروس في آسيا الصغرى، وأن تستمر هذه المعاهدة مدة عشر أعوام.

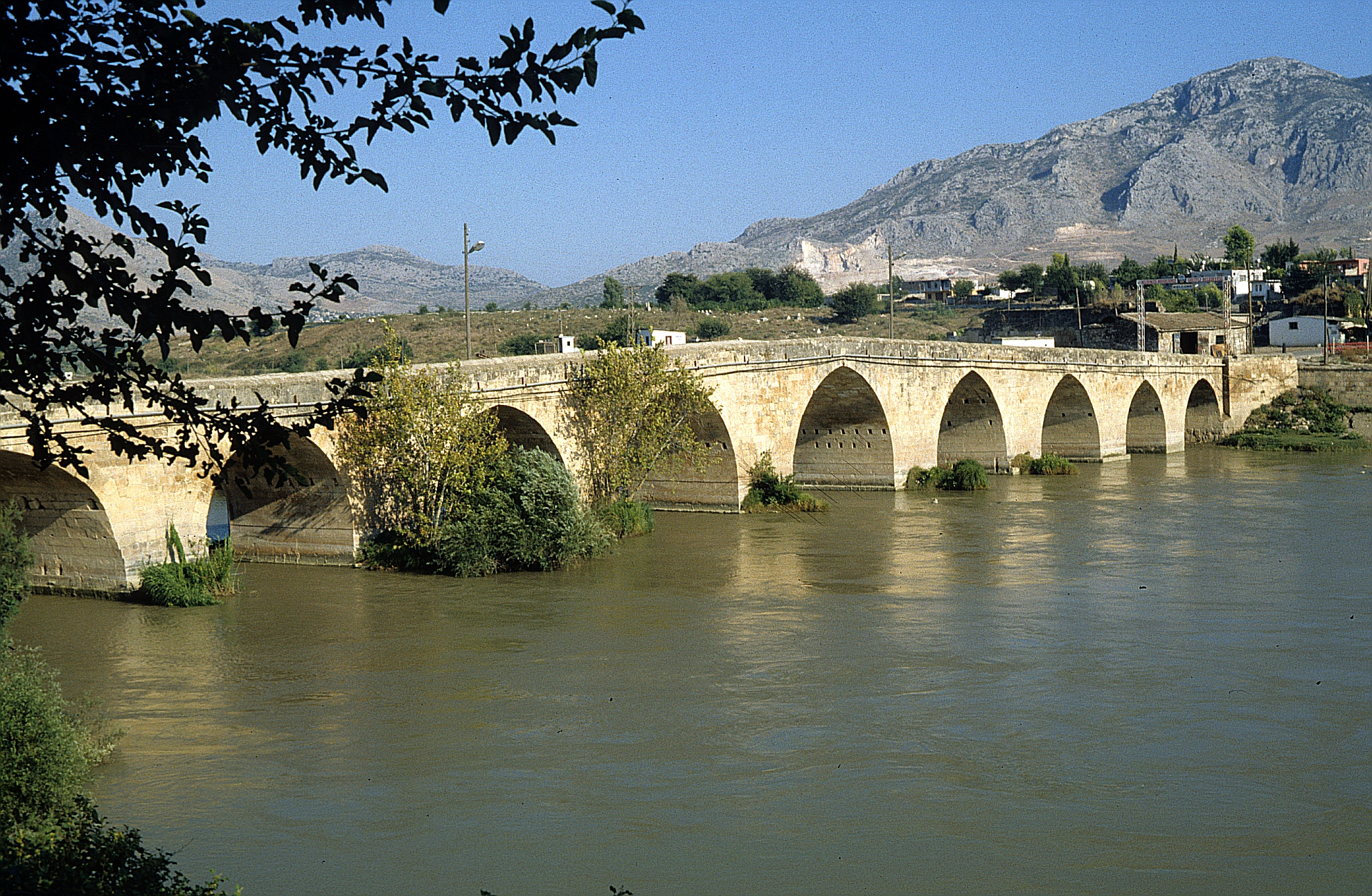
صورة للجسر الروماني في مدينة المصيصة، التي فتحت عام 686م في زمن عبد الملك بن مروان

كان من نتيجة انسحاب المردة من جبال لبنان وشمالي الشام أن قُضي على السور القوي الذي كان يحمي آسيا الصغرى من غارات المسلمين، وسَمح للمسلمين بتجديد غاراتهم على المنطقة وتوطيد مركزهم في الأقاليم التي فتحوها حديثًا. فعادت غارات المسلمين للمشهد العسكري، ونجم عنها فتح قيسارية عام 71 هـ، وبعدها بسنتين كشف عبد الملك بن مروان عن نواياه تجاه الإمبراطورية البيزنطية بعد أن فرغ من مشاكله الداخلية، عندما قام بضرب الدنانير الذهبية الإسلامية وأرسلها كجزية بدلًا من العملة البيزنطية، وقد حمل هذا التصرف تحدي للإمبراطور ومقدمة إلى قرب استئناف المسلمين نشاطهم العسكري على الجبهة البيزنطية. في أواخر عام 73 هـ شعر عبد الملك بن مروان أن الدولة استعادت قوتها، فعين أخاه محمد بن مروان واليًا على الجزيرة وأرمينيا ليكون القائد في هذه الجبهة، ومنع عبد الملك إرسال النقود التي كان يدفعها وقت الضرورة. في عام 73 هـ هاجم المسلمون آسيا الصغرى في أرمينيا، حيث التقى الجيشان بقيادة الإمبراطور البيزنطي من جهة، ومن جهة أخرى محمد بن مروان، ودارت معركة كبيرة بين الطرفين وهزم فيها الروم. في حين رد البيزنطيون على هزيمتهم في أرمينيا بغزو مرعش عام 76 هـ، وكان هذا العام هو العام الذي عُزل فيه الإمبراطور جستنيان الثاني، وخلفه من بعده الإمبراطور ليونتيوس، حيث استمرت الغارات الإسلامية في عهده. ثم ما لبث أن تراجع الاندفاع الإسلامي باتجاه الثغور البيزنطية ابتداء من عام 81 هـ بفعل عاملين: الأول اجتياح مرض الطاعون بلاد الشام عام 78 هـ، والثاني: قيام ثورة عبد الرحمن بن الأشعث عام 81 هـ والتي استمرت أربعة أعوام. استغل الإمبراطور البيزنطي طيباريوس الثالث هذه الأوضاع وكثف نشاطه العسكري وهزم المسلمين عند سميساط وفي منطقة قيليقية عام 84 هـ، إلا أن عبد الملك بن مروان بعد فراغه من ثورة ابن الأشعث هاجم إقليم قيليقية واصطدم بالقوات البيزنطية عند مدينة سيواس، وكانت المعركة بقيادة الإمبراطور نفسه، وانتصر عليه، وبذلك عادت سيطرة المسلمين مجددًا على منطقة أرمينيا، كما فتح المسلمون المصيصة، وبنى عبد الملك حصنها، ووضع بها حامية من ثلاثمئة مقاتل من ذوي البأس، ولم يكن المسلمون قد سكنوها من قبل، فبنى مساجدها وعمر دورها.

### جبهة إفريقية

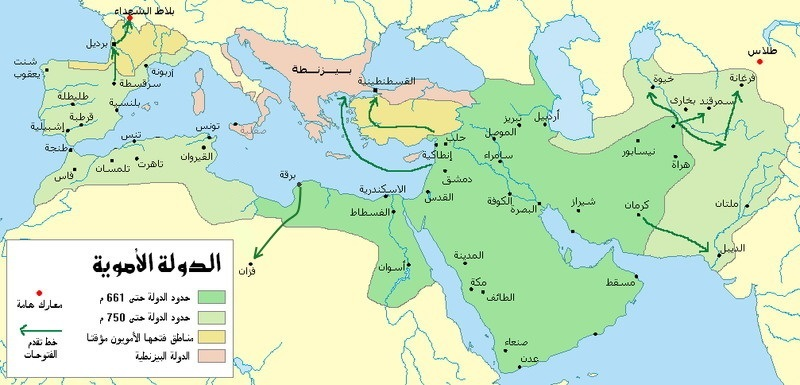
صورة توضخ فتوحات الدولة الأموية، وتظهر فيها تونس أقصى منطقة وصلتها فتوحات عبد الملك بن مروان

كانت الجبهة الإفريقية المحور الجدِّي لسياسة الفتوحات في عهد عبد الملك بن مروان، إذ خاض المسلمون عدة معارك لتصفية القواعد البيزنطية على الساحل الشمالي لإفريقية، وإخضاع البربر لسلطة الدولة. بعد أن هدأت أوضاع الاضطرابات التي عصفت بالدولة الأموية، وجد عبد الملك بن مروان أمامه متسعًا من الوقت ليقوم بعمل كبير في إفريقية، خاصة أنه خشي من انعكاس نتائج التحالف البيزنطي البربري وما يمكن أن يسببه من تهديد للحدود الغربية للدولة، فعهد إلى زهير بن قيس البلوي بقيادة العمليات العسكرية، وأمره بالقضاء على قائد البربر كسيلة، واستعادة الأراضي التي أخلاها المسلمون عقب مقتل عقبة بن نافع، وبتعيين زهير قائدًا للجبهة الإفريقية بدأت المرحلة الخامسة من مراحل فتوح شمالي إفريقية في الحقبة الإسلامية.

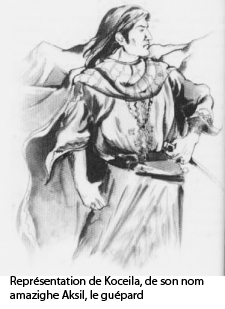
صورة لملك البربر كسيلة الذي قتله جيش زهير بن قيس عام 69 هـ الموافق 688

كان زهير بن قيس قد انسحب بالمسلمين من القيروان بعد مقتل عقبة، وظل منتظرا في برقة إلى أن تأتيه الإمدادات لكي ينهض إلى إفريقية من جديد، ونظرًا لأنه صاحب عقبة، فقد وقع الاختيار عليه ليقود الحملة العسكرية الجديدة، وأمده الخليفة عبد الملك بالخيل والرجال والعتاد والمال. سار زهير بن قيس بجيشه إلى القيران سنة 69 هـ الموافق 688، وكان كسيلة قد تركها هو ومن معه من البربر والروم، واحتمى بجبل على مقربة منها، فلما وصل زهير لم يدخل المدينة وإنما أقام بظاهرها ثلاثة أيام، إلى أن استراح الجيش استعدادا للمعركة الكبرى، وفي اليوم الرابع التقى الجمعان بالقرب من القيروان على مسيرة يوم منها في معركة كبيرة، حقق المسلمون فيها نصرًا كبيرًا، فانهزم البربر والروم، وقُتل كسيلة وكثير من كبار أصحابه، وطارد المسلمون فلول المنهزمين إلى مسافات بعيدة. رجع زهير إلى القيروان ليرتب أمورها ويصلح من أحوال المسلمين بها، وبعد أن تم له من ذلك ما أراد واطمأن إلى أنه لم يعد هناك خطورة لخلو البلاد من عدو أو ذي شوكة، أعلن أنه عائد إلى المشرق ومن أراد من أصحابه. كان الروم بالقسطنطينية قد بلغهم مسير زهير ومعه الجيش كله من برقة إلى القيروان لقتال كسيلة، فاغتنموا الفرصة وخرجوا من جزيرة صقلية في مراكب كثيرة وقوة عظيمة، فأغاروا على برقة، وأصابوا فيها سبيًا كثيرًا وقتلوا ونهبوا، وأقاموا بها مدة أربعين يومًا، وافق ذلك رجوع زهير إلى المشرق فأُخبر بخبرهم، فأمر العساكر بالإسراع والجد في قتالهم، وعجل هو بالمسير ومعه سبعون من أصحابه أكثرهم من التابعين وأشراف العرب المجاهدين، وعندما علم الروم بقدومه أخذوا في الاستعداد للرحيل عن برقة، وفي الوقت الذي وصل زهير فيه إلى ساحل مدينة درنة التي اتخذها الروم مركز لهم، باشر القتال، وتكاثر الروم عليهم، فقلتوا زهيرا وأصحابه ولم ينج منهم أحد، وعاد الروم بما غنموا إلى القسطنطينية.

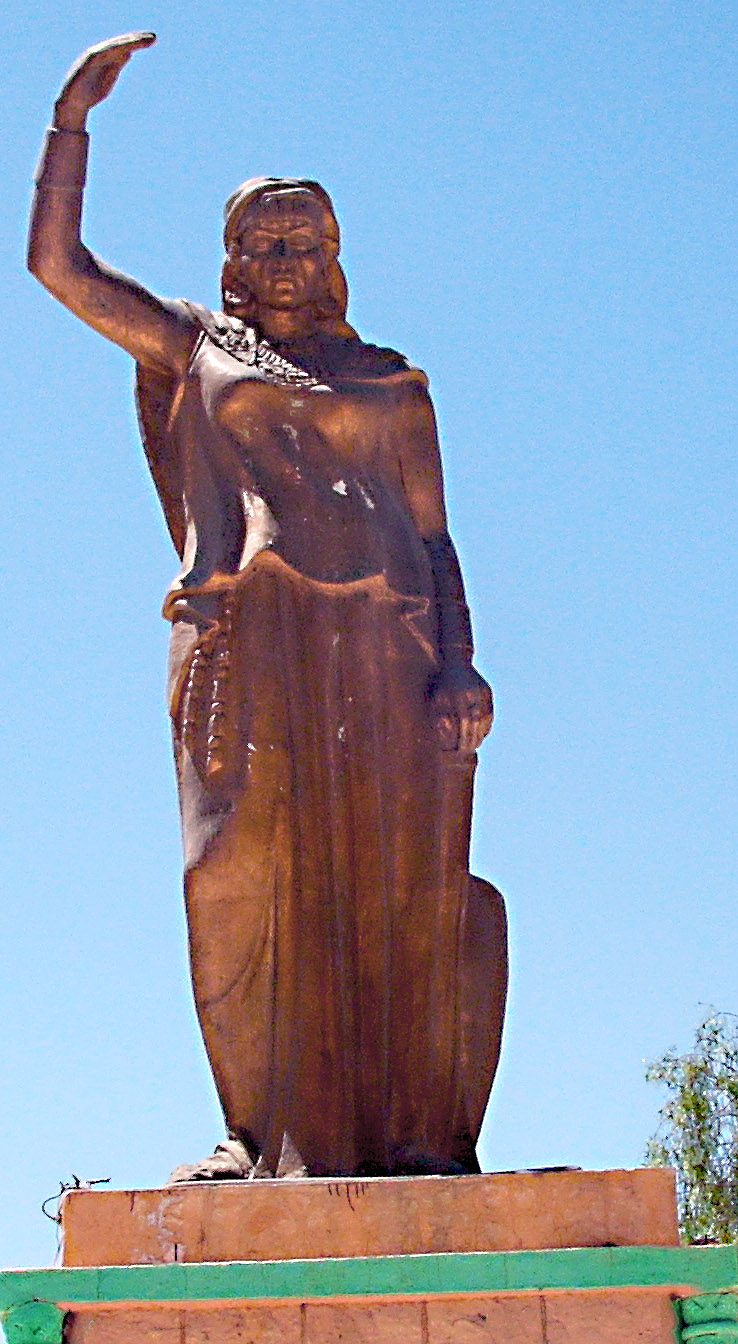
تمثال لملكة البربر ديهيا الملقبة بالكاهنة، قتلت في أحد معاركها ضد حسان بن النعمان الغساني عام 82 هـ الموافق 712م

في عام 74 هـ الموافق 693م وجد عبد الملك نفسه قويًا إلى الحد الذي مكنه من استئناف الفتوحات في شمال إفريقية، خاصة بعد أن تجازوت الخلافة محنتها في الداخل والمتمثلة بالقضاء على ابن الزبير، وجاء اختيار حسان بن النعمان الغساني قائدًا جديدًا للجيش الإسلامي في إفريقية، وبذلك بدأت المرحلة السادسة من مراحل فتوح شمالي إفريقية. خرج حسان بن النعمان من مصر أوائل سنة 74 هـ على رأس جيشه، ووصل به إلى طرابلس، فانضم إليه من كان هناك من المسلمين، ثم سار إلى إفريقية ودخل القيروان حيث أعد نفسه للغزو. اتبع حسان خطة عسكرية جديدة أساسها مقابلة أعدائه من الروم والبربر كلٌ على حده، حتى يسهل القضاء عليهم، وبدأ بالروم فاتجه بكل قواته إلى قرطاجنة، وهي عاصمة إفريقية القديمة ومصدر المقاومة الثابت، ولم يكن أحد من القادة السابقين قد تمكن من فتحها، فضرب عليها الحصار، وكان بها عدد كبير من الروم، خرجوا للتقال مع ملكهم، فانتصر حسان، وقتل منهم خلقًا كثيرًا، وفر الباقون في المراكب إلى جزائر البحر وخاصة نحو صقلية.
بعد هزيمة القرطاجنيين تصدى حسان بن النعمان لتحالف بيزنطي بربري جديد، فقد حاول الروم أن ينتقموا من المسلمين لاستيلائهم على قرطاجنة، فاجتمعوا في موضع يسمى صطفورة، وأمدهم البربر بعسكر عظيم، فزحف إليهم حسان، وقاتلهم حتى هزمهم، وتمخضت المعركة عن عدد كبير من قتلى التحالف البيزنطي البربري، وتراجع البربر إلى مدينة بونة، ثم انصرف حسان إلى مدينة القيروان فأقام بها حتى برئت جراح أصحابه. كان حسان يفكر في أن يتصدى للتجمع البربري الضخم والشرس في منطقة جبال الأوراس في الداخل، بقيادة الكاهنة ديهيا التي تمكنت من تجميع قوى البربر ورئاستها لهم بعد مقتل كسيلة، وكان حسان قد أدرك أن هذا التجمع له خطورة قصوى، ولا بد من التصدي له، لذلك توجه إليها حسان بجيوشه والتقى معها عند وادي مسكيانه، وانتهى القتال المرير بهزيمة حسان هزيمة كبيرة أدت إلى ضياع كل إفريقية وراتداد المسلمين إلى حدود مدينة قابس، لكن البربر تبعوا حسان وجيشه ولاحقوه حتى خرج من حد قابس، وعلى إثر هذه الهزيمة استرد الروم عاصمتهم قرطاجنة.
كتب حسان إلى الخليفة بخبره بأمر الهزيمة وما ترتب عليها، فعاد الجواب يأمره أن يقيم حيث وافاه، وتأخر وصول المدد من الخليفة لمدة تصل إلى خمس سنوات، وعندما أتم حسان حالة الاستعداد، ووصلته الأمداد من العرب وممن انضم إليه من مسلمي البربر حيث سار إلى الكاهنة، والتقى بها مع جيشها، وتمكن من هزيمتها وقتلها، واقتحم جبال الأوراس عنوة، وكان من ثمرات النصر أن سارع كثير من البربر يطلبون الأمان ويعلنون الإسلام والطاعة، لكن حسان لم يقبل أمانهم إلا أن يعطوه من جميع قبائلهم اثني عشر ألفًا يكونوا مع العرب مجاهدين، فأجابوه وأسلموا على يديه. في تلك الفترة حاول البيزنطيون استعادة قرطاجة بواسطة أسطول بحري واقتحموها عام 82 هـ إلا أن حسان أخرجهم منها، وحتى يقضي على آمالهم في العودة إليها دمرها تدميرًا كاملًا، وبنى إلى الشرق منها مدينة إسلامية جديدة بدلًا منها هي تونس.

## ولاية العهد والوفاة

### ولاية العهد
بعد أن استقرت الأوضاع السياسية لعبد الملك بن مروان، وتم الإجماع على بيعته في الدولة الإسلامية، سعى عبد الملك إلى خلع أخيه عبد العزيز بن مروان من ولاية العهد لتعيين ابنه الوليد بن عبد الملك مكانه. تحدثت المصادر التاريخية عن عزم عبد الملك على نقض بيعة أبيه مروان بن الحكم لأخيه عبد العزيز، وأن عبد الملك كان يلقى الدعم والتأييد لهذه الخطوة من الشخصيات المقربة لديه أمثال روح بن زنباع والحجاج بن يوسف الثقفي اللذان شجعاه لاتخاذ هذا القرار. يقول ابن الأثير الجزري: «كان عبد الملك بن مروان أراد أن يخلع أخاه عبد العزيز من ولاية العهد ويبايع لابنه الوليد بن عبد الملك فنهاه عن ذلك قبيصة بن ذوئيب وقال: لا تفعل فإنك تبعث على نفسك صوتا. فدخل عليه روح بن زنباع وكان أجل الناس عند عبد الملك فقال: يا أمير المؤمنين لو خلعته ما انتطح فيه عنزان وأنا أول من يجيبك إلى ذلك. قال: نصبح إن شاء الله، ونام روح عند عبد الملك فدخل عليهما قبيصة بن ذؤيب وهما نائمان وكان عبد الملك قد تقدم إلى حجابه أن لا يحجبوا قبيصة عنه وكان إليه الخاتم والسكة تأتيه الأخبار قبل عبد الملك والكتب، فلما دخل سليم عليه قال: آجرك الله ما كنا نريد وكان ذلك مخالفًا لك يا قبيصة، فقال قبيصة: يا أمير المؤمنين إن الرأي كله في الأناة فقال عبد الملك: وربما كان في العجلة خير كثير رأيت أمر عمرو بن سعيد ألم تكن العجلة فيه خيرًا من الأناة». وقال أيضًا: «وقيل إن الحجاج كتب إلى عبد الملك يزين له بيعة الوليد وأوفد في ذلك وفدًا فلما أراد عبد الملك خلع عبد العزيز والبيعة للوليد كتب إلى عبد العزيز: إن رأيت أن يصير هذا الأمر لابن أخيك، فأبى فكتب إليه ليجعل الأمر له ويجعله له أيضًا من بعده، فكتب إليه عبد العزيز: إني أرى في ابني أبي بكر ما ترى في الوليد، فكتب إليه عبد الملك ليحمل خراج مصر فأجابه عبد العزيز: إني وإياك يا أمير المؤمنين قد بلغنا سنًا لم يبلغها أحد من أهل بيتك إلا كان بقاؤه قليلًا وإنا لا ندري أينا يأتيه الموت أولًا فإن رأيت أن لا تفسد علي بقية عمري فافعل، فرق له عبد الملك وتركه، وقال للوليد وسليمان: إن يرد الله أن يعطيكما الخلافة لا يقدر أحد من العباد على رد ذلك، فقال عبد الملك حيث رده عبد العزيز: اللهم إنه قطعني فاقطعه».
ساهمت وفاة عبد العزيز بن مروان في فتح الطريق أمام عبد الملك لتحقيق أهدافه وسهلت عليه مهمته، فلجأ فور وفاة عبد العزيز إلى أخذ البيعة لولديه الوليد بن عبد الملك وسليمان بن عبد الملك بولاية العهد من بعده، وبذلك يكون عبد الملك قد حصر الحكم في نسله. قال ابن الأثير الجزري: «فلما مات عبد العزيز قال أهل الشام: رد على أمير المؤمنين أمره، فلما أتى خبر موته إلى عبد الملك أمر الناس بالبيعة لابنيه الوليد وسلميان فبايعوا وكتب بالبيعة لهما إلى البلدان، وكان على المدينة هشام بن إسماعيل فدعا الناس إلى البيعة فأجابوا إلا سعيد بن المسيب فإنه أبى وقال: لا أبايع وعبد الملك حي فضربه هشام ضربًا مبرحًا وطاف به وهو في تبان شعر حتى بلغ رأس الثنية التي يقتلون ويصلبون عندها ثم ردوه وحبسوه».

### الوفاة
لما حضرت عبد الملك بن مروان الوفاة جمع ولده وفيهم مسلمة بن عبد الملك وكان سيدهم، فقال: «أوصيكم بتقوى الله تعالى فإنها عصمة باقية وجنة واقية، وهي أحصن كهف وأزين حلية، وليعطف الكبير منكم على الصغير، وليعرف الصغير منكم حق الكبير، مع سلامة الصدور، والأخذ بجميل الأمور، وإياكم والفرقة والخلاف فبهما هلك الأولون، وذل ذوو العزة المعظمون، انظروا مسلمة فاصدروا عن رأيه فإنه نابكم الذي عنه تفترون ومجنكم الذي به تستجنون، وأكرموا الحجاج فإنه وطأ لكم المنابر وأثبت لكم الملك، وكونوا بني أم بررة وإلا دبت بينكم العقارب، كونوا في الحرب أحرارا وللمعروف منارا، واحلولوا في مرارة، ولينوا في شدة، وضعوا الذخائر عند ذوي الأحساب والألباب، فإنه أصون لأحسابهم وأشكر لما يسدى إليهم، ثم أقبل على ابنه الوليد فقال: لا ألفينك إذا مت تجلس تعصر عينيك وتحن حنين الأمة، ولكن شمر وائتزر والبس جلدة نمر ودلني في حفرتي وخلني وشأني وعليك وشأنك، ثم ادع الناس إلى البيعة فمن قال هكذا فقل بالسيف هكذا، ثم أرسل إلى عبد الله بن يزيد بن معاوية وخالد بن أسيد. فقال: هل تدريان لم بعثت إليكما، قالا: نعم لترينا أثر عافية الله تعالى إياك. قال: لا، ولكن قد حضر من الأمر ما تريان، فهل في أنفسكما من بيعة الوليد شيء، فقالا: لا، والله ما نرى أحدا أحق بها منه بعدك يا أمير المؤمنين، قال: أولى لكما، أما والله ولو غير ذلك قلتما لضربت الذي فيه أعينكما». توفي عبد الملك يوم الخميس في منتصف شهر شوال 86 هـ الموافق 9 أكتوبر 705م بدمشق، عن عمر بلغ الستين عامًا، وكانت مدة خلافته إحدى وعشرين سنة وشهرًا ونصف من مستهل رمضان سنة 65 إلى منتصف شوال سنة 86. وكانت خلافته منذ قتل ابن الزبير واجتماع الكلمة حوله 13 سنة و5 أشهر.

## أسرته
تزوج عبد الملك كلا من:
1. ولادة بنت العباس بن جزء العبسية. فولدت له الوليد وسليمان ومروان الأكبر.
2. عاتكة بنت يزيد. فولدت له يزيد ومروان ومعاوية وأم كلثوم.
3. أم هشام بنت هشام بن إسماعيل. فولدت له هشام
4. عائشة بنت موسى بن طلحة. فولدت له أبو بكر واسمه بكار.
5. أم أيوب بنت عمرو بن عثمان. فولدت له الحكم.
6. ام المغيرة بنت المغيرة بن خالد المخزومي. فولدت له فاطمة.
7. شقراء بنت سلمة بن حليس الطائي.
8. ابنة لعلي بن أبي طالب.
9. أم أبيها بنت عبد الله بن جعفر.
10. وله أولاد من أمهات أولاد(1) وهم: عبد الله ومسلمة والمنذر وعنبسة ومحمد وسعيد الخير والحجاج.

## إدارة الدولة

### النظام الإداري

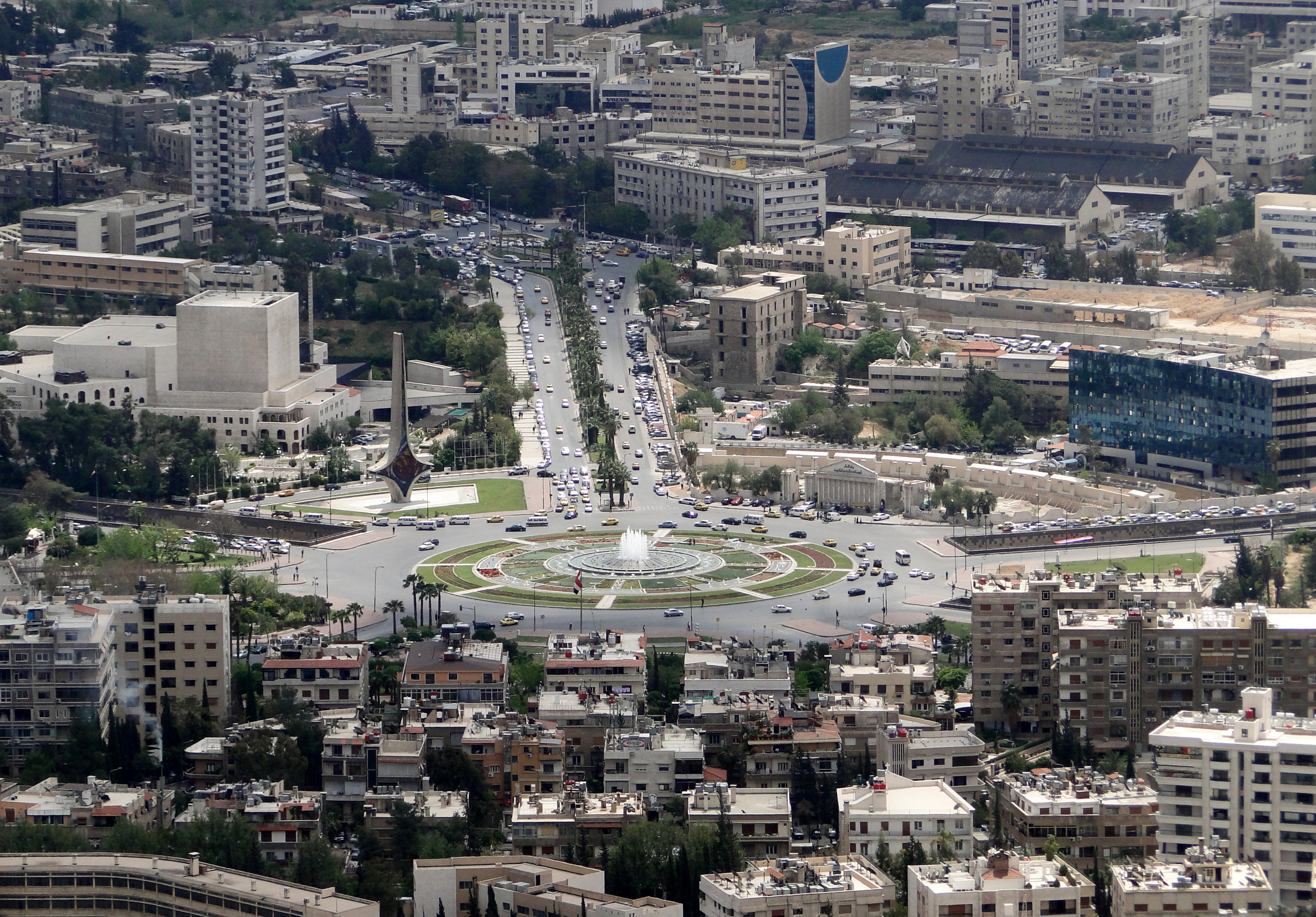
دمشق عاصمة حكم الدولة الأموية. في الصورة تظهر ساحة الأمويين، أحد أهم معالم دمشق، وقد سميت باسم بني أمية

اهتم عبد الملك بن مروان اهتمامًا خاصًا بشؤون الإدارة في الدولة، وسار على نهج معاوية في تطوير المؤسسات والاهتمام بالإصلاحات. قام عبد الملك بتطوير الجهاز الإداري وتنشيطه وتعريب الإدارة والنقد المالي، وهي ما عرفت في عهده بحركة التعريب، وركز على تطوير ثلاثة أركان رئيسية في إدارة الدولة: دواوين الدولة والولاة والبريد. من الدواوين التي حظيت باهتمام عبد الملك ديوان الرسائل، وازدهر بشكل كبير أثناء ولاية الحجاج للعراق، نظرًا للمستجدات الساسية والعسكرية ووجود الكثير من الثورات والخارجين عن الدولة، فكان الخليفة يكتب للحجاج، مما كان له دور كبير في ازدهار ديوان الرسائل والكتابة، وكان الخليفة غالبًا ما يلجأ إلى المكاتبات السياسية، وكان يرسل التوجيهات الإدارية والعسكرية، وقد وضحت هذه الرسائل جانب من سياسة الخليفة الإدارية، فوقع يومًا كتابًا للحجاج كتب فيه: جنبني دماء ابن عبد المطلب فليس فيها شفاء الطلب،  ولأهمية الديوان استعان عبد الملك والحجاج بكتاب حاذقون يجمعون بين الخبرة الإدارية وكتابة الرسائل وإجادة أسلوب المخاطبة، ومن أشهر من استخدمهم عبد الملك: قبيصة بن ذؤيب، وروح بن زنباع الجذامي. أما ديوان العطاء فقد ارتبط بشكل كبير بالنواحي العسكرية والسياسية، ففي عام 69 هـ خرج عبد الملك لقتال مصعب في العراق فتخلف بعض أهل الشام عن الخروج معه، فأخذ خمس أموالهم من عطاء سنة 70 هـ، كما كان عبد الملك يضطر تحت ضغط الظروف إلى زيادة العطاء أو إدخال أناس جدد في الديوان، كما فعل عندما كثرت هجمات المردة النصارى، إذ أعلن قائده سحيم بن المهاجر على لسان الخليفة: من أتانا من العبيد فهو حر ويثبت في الديوان، كما استخدم عبد الملك سلاح زيادة العطاء ضد ابن الزبير حينما نادى الحجاج في جنده: يا أهل الشام قاتلوا على أعطيات عبد الملك. أما ديوان الجند فتطوره ارتبط لما بدا الجند تقاعسهم عن الخروج لقتال الخوارج، فعين عبد الملك الحجاج على العراق وأمره بأن يعيد تنظيم الجند، وتنظيم العطاء فيه على أساس المقدرة والكفاءة، وكان الحجاج يصرف العطاء بأكمله من ديوان الجند في أوقات الأزمات السياسية أو الاستعداد للقتال، وكان من أشهر من تولى ديوان الجند والخراج سرجون بن منصور، ثم بعد عزله عين عبد الملك سليمان بن سعد الخشني. أصبح ديوان الخاتم في عهد عبد الملك إدارة مستقلة، كما أنشأ دارا للمحفوظات الحكومية في دمشق. أما ديوان الطراز فأصله التطريز، ثم أصبح يدل على ملابس الخليفة أو الأمير ورجال حاشيته، تم اتسع مدلول الطراز وأصبح يطلق على المصنع أو المكان الذي تصنع فيه المنسوجات، في العصر الأموي ارتفع المستوى المعيشي للناس، فزادت عنايتهم بالترف، فأنشأ الأمويون عددا من المصانع عرفت بدور الطراز، وأصبحت هذه الدور أساسًا لما حدث من نهضة في صناعة النسيج. اعتنى عبد الملك بشكل كبير بالبريد، فأصبح وسيلة مهمة لنقل الأخبار والرسائل في العمليات العسكرية وإلى الأقاليم وللولاة. قام عبد الملك ببناء الأميال في الطرقات كعلامات دلالة للطرق وتحديد مسافاتها، وأنشأ طرقا عديدة أقيمت على طولها محطات للبريد، واستخدم عبد الملك البريد في حمل الأشخاص، فأصبح عبد الملك أول من عمل ديوان البريد مؤسسة إدارية منظمة مستقلة، فالبريد في عهده أصبح عصب الدولة، لذلك أقام له المحطات وفتح له المسالك ونظم مواعيده.

#### تعريب الدواوين
كان لعبد الملك بن مروان دور كبير في تعريب الدواوين، وكان جُل هدفه هو صبغ الإدارة المالية للدولة الإسلامية بالصبغة العربية الإسلامية، مع تمكين المسلمين من الإشراف على الإدارة المالية إشرافًا تامًا. كان سير عمل الدواوين في بداية عهد عبد الملك هو أن الإشراف على الدواوين يقع بين أيدي أصحاب البلاد الأصليين الذين يكتبون بلغتهم، وقد اضطر المسلمون إلى إبقاء كتاب الدواوين في وظائفهم بعد أن فُتحت البلاد الجديدة لانشغال الفاتحين بما هو أهم من التنظيم. رصد عبد الملك أموالًا جزيلة وجوائز عظيمة لمن قاموا بترجمة الدواوين ونقل مصطلحاتهم إلى العربية في إطار صبغ الدولة بالصبغة العربية الإسلامية. كان من أهم عوامل تعريب الدواوين هو اتجاه عبد الملك لتعريب الاقتصاد، حيث ضُربت العملة الإسلامية الخالصة لتحل محل العملات الأجنبية من: الدينار البيزنطي والدرهم الفارسي، كما كان لتعريب الدواوين أثر مزدوج من الناحيتين السياسية والأدبية على الدولة الإسلامية: فمن الناحية السياسية صبغت الدولة الإسلامية بالصبغة العربية، وأصبحت اللغة العربية هي لغة الكتابة الرسمية للدواوين، وهذا ما ساعد على تقلص نفوذ أهل الذمة والمسلمين من غير العرب بعد أن انتقلت مناصب هؤلاء إلى المسلمين العرب، كما أصبح بإمكان الخليفة الاطلاع على الدواوين والإشراف عليها. أما من الناحية الأدبية فأصبحت اللغة العربية لغة التدوين، فنُقل إليها كثير من الاصطلاحات الفارسية والرومية، وبدأت تظهر طبقة من الكتّاب المسلمين منذ ذلك الوقت،  إذ كان للكاتب صالح بن عبد الرحمن مهمة كبيرة في ذلك، حيث يقول عبد الحميد الكاتب للخليفة مروان بن محمد: لله در صالح ما أعظم متنه على الكتّاب، كما أدى تعريب الدواوين لظهور حركة الترجمة من اللغات الأجنبية إلى العربية حيث كانت حركة تعريب الدواوين أول عملية ترجمة منظمة أدت إلى نقل الكثير من المصطلحات الأجنبية، وظهر من اهتم بالترجمة مثل: خالد بن يزيد بن معاوية فهو أول من أمر بنقل بعض كتب الكيمياء والطب من اليونانية إلى العربية.
الديوان كلمة فارسية معناها سجل أو دفتر، وأطلق اسم ديوان من باب المجاز على المكان الذي يحفظ فيه الديوان، وكان عمر بن الخطاب أول من دون للناس في الإسلام، وكان عبد الملك أول من نقل الدواوين من الفارسية للعربية. تم تعريب الدواوين من اللغتين الرومية والفارسية، حولها من الرومية الكاتب سليمان بن سعد الخشني مولى خشين، وحولها من الفارسية الكاتب صالح بن عبد الرحمن السجستاني مولى امرأة تسمى عتبة من بني مرة. الدواوين التي أمر عبد الملك بتعريبها هي ديوان الجند والخراج والرسائل والخاتم والبريد. تم تعريب ديوان الخراج في العراق عام 83 هـ حيث عهد والي العراق الحجاج بن يوسف إلى صالح بن عبد الرحمن بنقله إلى اللغة العربية، ثم توالت عمليات تعريب الدواوين بعد وفاة عبد الملك، فديوان مصر نقل للعربية سنة 87 هـ في عهد الوالي عبد الله بن عبد الملك بأمر من الخليفة الوليد بن عبد الملك، وقام بعملية التعريب ابن يربوع الفزازي، أما ديوان المشرق فتم تعريبه سنة 124 هـ بعد أمر يوسف بن عمر الثقفي لواليه في خراسان نصر بن سيار الكناني، قام بعملية التعريب السحق بن طليق من بني نهشل.

### النظام الاقتصادي

أرض سواد العراق يمثل خراجها ربع إجمالي خراج الدولة الأموية

كان من أهم مصادر دخل الدولة الأموية: الزكاة والخراج والجزية وخمس الغنائم والصوائف. وقد تفاوتت مساهمة القطاعات الاقتصادية في الدولة الأموية، ولكن كان اقتصاد الدولة يعتمد بصفة أساسية على قطاع الزراعة، الذي اكتسب أهميته من إيراد الأراضي الخراجية، والتي من أهمها أرض السواد بالعراق، لما عرف عنها من خصوبة أرضها، وغزارة إنتاجها، حتى كان خراجها يشكل حوالي 26 % من إجمالي خراج الدولة الأموية. تعرضت بعض هذه المصادر لانحراف في طرق تحصيلها الشرعي من قبل القائمين عليها، ومنها: أن الرسول صالح أهل نجران على 80 ألف درهم، فلما تولى عثمان بن عفان شكوا إليه قلة عددهم فخفضها إلى 72 ألف، فلما تولى معاوية بن أبي سفيان شكوا إليه نفس الشكوى، فخفضها إلى 64 ألف، فلما تولى الحجاج العراق رفعها إلى 72 ألف درهم لاتهامه لهم بمعاونة خصوم الدولة،  ومنها أيضًا ما قام به المهلب بن أبي صفرة عندما صالح أهل خوارزم على مايزيد على عشرين ألف ألف درهم (عشرين مليون درهم)، فكان يأخذ بدل النقد سلعًا عينية لعدم توفر السيولة النقدية لدى أهلها، وكان يأخذ الشيء بنصف قيمته فبلغ ما أخذه منهم خمسين مليون درهم، ولكن لم يكن لهذه الانحرافات تأثير كبير في قوة الاقتصاد للدولة. أما الخراج فقد تدنى كثيرًا في عهد ولاية الحجاج على العراق، تتحدث الروايات التاريخية أن الخراج وصل في عهده بين 18 و25 مليون درهم، بعد أن كانت تصل في عهد معاوية بن أبي سفيان إلى 135 مليون درهم. قام عبد الملك بن مروان بمسح أرض الشام والجزيرة لتحديد قيمة خراجها، وكان معياره في التقدير مدى البعد والقرب من الأسواق، وكانت مسيرة اليوم واليومين فأكثر هي غاية البعد، وما نقص عن اليوم فهو في القريب، وبناء على ذلك كان الخراج المفروض على الأراضي القريبة يزيد عن الأراضي البعيدة بمقدار الضعف. أما نفقات الدولة فقد كان الحد الأقصى لرواتب الكتاب في عهد عبد الملك هو 3600 درهم سنويًا، والحد الأدنى 720 درهم سنويًا، وكان مقدار متوسط الدخل المناسب للفرد في عصر عبد الملك بن مروان وبقية الخلفاء الأمويين من بعده ما بين 250 إلى 300 درهم شهريًا. في عهد عبد الملك زادت عطاءات الجنود العرب حتى بلغت في العراق: حدها الأدنى 1200 درهمًا، وحدها الأوسط 1600 درهمًا، وحدها الأعلى 1800 درهمًا.
مر تطور التجارة الداخلية في عهد عبد الملك بمراحل ضعف بسبب كثرة الفتن والقلاقل والثورات، لكن مع بداية عام 77 هـ بدأت التجارة الداخلية بالازدهار والنمو، وذلك بسبب زيادة السيولة النقدية الداخلية وذلك بإصدار العملة الإسلامية الجديدة، ولحدوث هدوء واستقرار داخل الدولة الأموية بعد القضاء على الثورات الداخلية، كما تمت عدة إصلاحات في هذه المرحلة تمثلت في توحيد الكيل والميزان من قبل الحجاج بإقليم العراق، ووجود خدمات لراحة التجار كالفنادق والحمامات داخل الأسواق. أما التجارة الخارجية في عهد عبد الملك بن مروان فقد كانت متعلقة بالدولة البيزنطية، ومرت التجارة بين البلدين بمرحلتين من الازدهار والتدهور، فمرحلة النمو والازدهار نشأت من كثرة الاضطرابات والحروب في المنطقة الشرقية للدولة الأموية، مما خفض حجم المبادلات التجارية بينها وبين دول المشرق، وبالتالي زادت أحجام المبادلات مع البيزنطيين، واعتماد الدولتين على بعضهما البعض، فكان البيزنطيون يعتمدون كليًا على أوراق البردى، في حين كان الأمويون يعتمدون كليًا على النقد الذهبي البيزنطي. أما مرحلة تدهور المبادلات التجارية بين البلدين فكانت بسبب تزايد اعتماد الدولة في تجارتها مع دول الشرق الأقصى عن طريق الخليج العربي بعد تطور صناعة السفن. قامت الدولة الأموية بتطوير نوعين من الخطوط التجارية لتعزيز تجارتها مع الشرق، الأول عن طريق البر: فبعد تحول بلاد الهند والسند لمظلة الدولة، تحولت التجارة فيهما من تجارة خارجية إلى داخلية، الثاني عن طريق البحر: وذلك بعد تطور إنشاء السفن. من أشهر الصناعات في عهد عبد الملك صناعة المنسوجات، فقد تطورت في عهده وأصبحت لها مصانع خاصة وسميت دور الطراز، بالإضافة لتطور صناعة قطع الرخام وزخرفته. كما تطورت صناعة البردى في مصر، لأن البردى كانت تستخدم قبل ظهور صناعة الورق، وكانت الدولة تشرف إشرافًا مباشرًا على الإنتاج. توسعت الصناعات الحربية في عهد عبد الملك بافتتاح دار صناعة السفن في تونس، وكانت نواة الدار ألف عامل متخصص في صناعة السفن، تم نقلهم من دار الصناعة بمصر، وقد تم وضع تنظيم لازم وطريقة إمداد الدار بالأخشاب من الغابات الإفريقية الداخلية، واختيار جماعات من البربر من سكان تلك المنطقة للقيام بهذه المهمة، ثم قام والي تونس بتوسيع دار الصناعة فشق قناة بين الميناء والمدينة، وشكلت ما يماثل اليوم أحواض بناء السفن أو الأحواض الجافة.

#### تعريب النقود

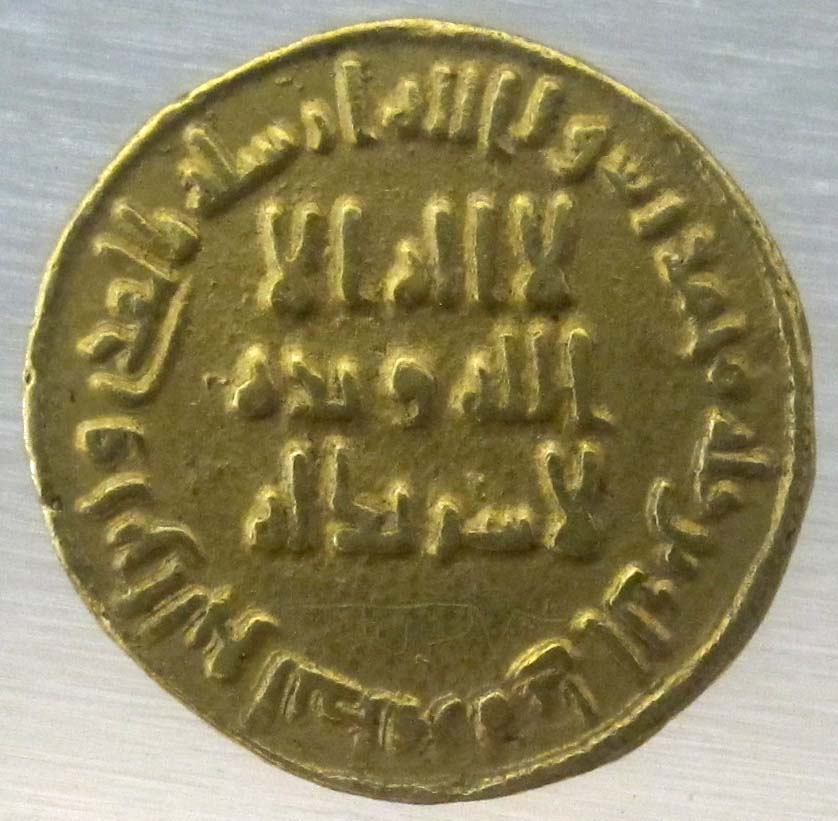
دينار أموي سك في عهد عبد الملك بن مروان ونقش عليه: «لا إله إلا الله وحده لا شريك له»

ظلت النقود المستعملة في عصر صدر الإسلام وبدايات الدولة الأموية النقود البيزنطية والساسانية، وتتمثل النقود البيزنطية بصفة عامة في الدينار وهو من الذهب، وفي الفلس وهو عملة من النحاس، وكان على الوجه في كل منها الإمبراطور البيزنطي، وأما النقود الساسانية فتتمثل في الدراخما أو الدرهم وهو من الفضة. عندما اتسعت الفتوحات الإسلامية خلال القرنين الأول والثاني للهجرة بشكل كبير ولم تعد معه النقود العربية المستنسخة من النقود الفارسية والساسانية قادرة على مواكبة التطور والاتساع والنمو المطرد، بدأ التفكير في سك النقود العربية الخالصة التي تبرز الشخصية الإسلامية، وكان لقرار عبد الملك بتعريب العملة عدة أسباب، لكن السبب المباشر هو ما عُرف تاريخيًا باسم مشكلة القراطيس، أي ورق البردي، وهي أن مصانع البردي في مصر اعتادت أن تبعث بالورق إلى بيزنطة، وقد كتبت عليه بسملة التثليث (الآب والابن وروح القدس) باللغة اليونانية، واستمر هذا التقليد قائمًا بعد فتح مصر على يد المسلمين، فلما انتنبه عبد الملك إلى هذا الأمر، طلب من عامله على مصر بأن يلغي هذا التقليد، وأن يكتب على البردي: قل هو اللهُ أحد، وعندما علم الإمبراطور البيزنطي جستنيان الثاني بذلك، غضب وبعث إلى الخليفة أكثر من مرة يطلب منه سحب قراره، وعندما أدرك أن عبد الملك مصمم على موقفه، هدده بأن يصدر دنانير تحمل نقشًا مُهينًا للإسلام والمسلمين، فاستشار الخليفة أصحابه، واتخذ في ضوء ذلك قراره التاريخي بسك الدينار الذهبي الإسلامي، وتحريم تداول الدنانير البيزنطية تحريمًا كاملاً، فأصدر عام 76 هـ دينارًا عربيًا متحررًا من الصور الساسانية والبيزنطية يحمل كتابات عربية بالخط الكوفي. كان وزن الدينار إسلامي 4.25 جرام، وقطره القائم 20 ملم، وقطره بالعرض 19 ملم وسماكته 1 ملم، ونسبة الذهب فيه كانت 96%، ويظهر فيه الخليفة عبد الملك بن مروان واضعًا يده على سيفه، وتم كتابة لا إله إلا الله وحده لا شريك له على الوجه، وكتابة سورة الإخلاص على الظهر، وتم سكه في دمشق،  وقد أخذ الدينار الإسلامي بالانتشار التدريجي، وغدا العملة الذهبية الوحيدة في العالم الإسلامي، من حدود الصين شرقًا إلى الأندلس غربًا، ووضعت الدولة الإسلامية النظم والقواعد لدعمه وحمايته. كانت النقود التي سكها عبد الملك بن مروان حينئذ ثلاثة أنواع هي: الدينار وأجزاؤه كالنصف والثلث وكانت من الذهب، والدرهم من الفضة، والفلس من النحاس. كما وحد عبد الملك وزن الدراهم، فجعلها ستة دوانيق، لأن الدراهم السابقة التي كانت متداولة في الدولة الإسلامية منها الكبير يساوي ثمانية دوانيق، ومنها الصغير الذي يساوي أربعة دوانيق.

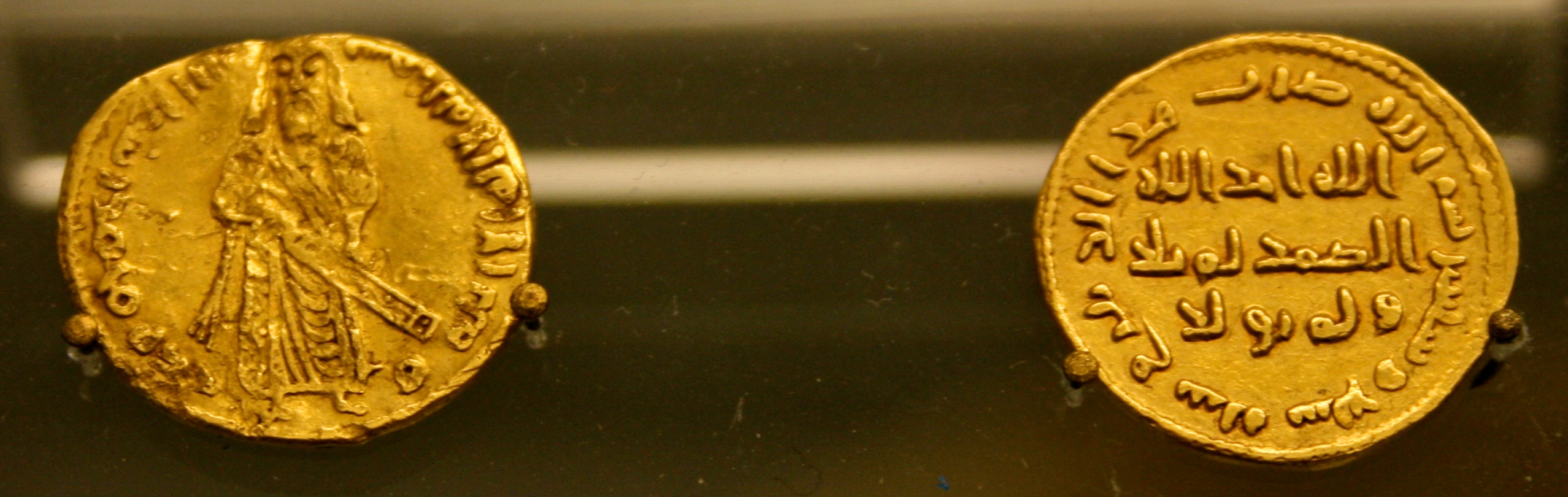
أول دينار إسلامي صك عام 77 هـ، ويظهر فيه صورة الخليفة عبد الملك بن مروان

يقول ابن الجزري في أحداث سنة 76 هـ: «وفي هذه السنة ضرب عبد الملك بن مروان الدنانير والدراهم، وهو أول من أحدث ضربها في الإسلام، فانتفع الناس بذلك. وكان سبب ضربها أنه كتب في صدور الكتب إلى الروم: قل هو الله أحد، وذكر النبي صلى الله عليه وسلم مع التاريخ، فكتب إليه ملك الروم: إنكم قد أحدثتم كذا وكذا، فاتركوه وإلا أتاكم في دنانيرنا من ذكر نبيكم ما تكرهون. فعظم ذلك عليه. فأحضر خالد بن يزيد بن معاوية فاستشاره فيه، فقال: حرم دنانيرهم، واضرب للناس سكة فيها ذكر الله تعالى. فضرب الدنانير والدراهم... وكانت دراهم الأعاجم مختلفة كبارًا وصغارًا، وكانوا يضربون مثقالا، وهو وزن عشرين قيراطا، ومنها وزن اثني عشر قيراطا، ومنها وزن عشرة قراريط، وهي أصناف المثاقيل، فلما ضرب الدراهم في الإسلام أخذوا عشرين قيراطا، واثني عشر قيراطا، وعشرة قراريط، فوجدوا ذلك اثنين وأربعين قيراطا، فضربوا على الثلث من ذلك، وهو أربعة عشر قيراطا، فوزن الدرهم العربي أربعة عشر قيراطا، فصار وزن كل عشرة دراهم سبعة مثاقيل».

### النظام القضائي
كان القضاء في عهد عبد الملك بن مروان استمرارًا لما كان عليه زمن من سبقوه من الخلفاء، حيث تخلى خلفاء بني أمية عن ممارسة القضاء، كما كان في العهدين النبوي والراشدي، وسعوا إلى الفصل بين السلطات، إلا في ثلاثة أشياء أبقاها الأمويون، هي: تعيين القضاة بطريقة مباشرة في عاصمة الخلافة دمشق، والإشراف على أعمال القضاة وأحكامهم ومتابعة شؤونهم الخاصة في التعيين والعزل، والإشراف على التزام القضاة بالسلوك القضائي، ثم ممارسة الخلفاء الأمويين لقضاء المظالم، وقضاء الحسبة. قام عبد الملك بإسهامات تنظيمية في النظام القضائي، فهو أول من أفرد للمظالم يومًا، وأوجب أن تقرأ عهود القضاء أي: أن تقرأ أوامر تعيينهم في المساجد الجامعة أولًا، ثم يتوجهون إلى دار الأمير ليتلى أمامه عهد توليهم القضاء. كان من أشهر قضاة عبد الملك أبو إدريس الخولاني، وكان له المظالم حتى أعفى نفسه، ثم ولى عامر الأشعري ثم عبد الله بن عامر اليحصبي ثم عبد الله بن قيس ثم سليمان المحاربي. مما ثبَّته عبد الملك في نظامه القضائي إقراره بقضاء من سبقه من القضاة والخلفاء وإن كان قد عاداهم، وقد روي أن أبان بن عثمان والي المدينة أرسل لعبد الملك قائلًا: «إن عبد الله بن الزبير قضى بين الناس بأقضية فما يرى أمير المؤمنين أمضيها أم أردها»، فكتب عبد الملك: «إنا والله ما عبنا على ابن الزبير أقضيته، ولكن عبنا عليه ماتناول في الأمر، فإذا أتاك كتابي هذا فأنفذ أقضيته، فإن ترداد الأقضية عندما يتعسر». قام عبد الملك بتحديد المهور وجعلها أربعمئة دينار حدًا أعلى، وكان يجلس في يوم محدد يتصفح فيه قصص المتظلمين.
تميز القضاء في عصر بني أمية عامةً وعهد عبد الملك بن مروان خاصةً بميزتين، الأولى: أن القاضي كان يحكم بما يوجه إليه اجتهاده، إذ لم تكن هناك المذاهب الأربعة التي تقيَّد بها القضاء فيما بعد، فكان القاضي يرجع إلى الكتاب والسنة للفصل في الخصومات، الثانية: أن القضاء تميز بتدوين الأحكام التي يصدرها القاضي، وهي ميزة لم تكن معروفة في عهد الخلفاء الراشدين، ولعل السبب في ذلك هو عودة المتخاصمين لاستئناف الحكم بإعادة النظر في القضية أو إنكار أحد الخصمين للحكم الصادر. كما تميز النظام القضائي والإداري في عهد عبد الملك بوجود المحتسب على رأس جهة إدارية رقابية نظامية، وهي استمرارية لما كان عليه الوضع في عصر صدر الإسلام. كان المحتسب يتولى مهمة مراقبة الأسواق، وكانت من واجباته في السوق مراقبة الأوزان والمكاييل والمقاييس نظرًا لتعددها في الأقاليم الإسلامية. اجتهد الخليفة عبد الملك في مسألة تطبيق الحدود، فيروى أنه أراد أن يقطع يد طهمان بن عمرو لأنه قطع يد لص، لكن تدخل أم طهمان لدى الخليفة لكي يعفو عنه دفعه للتراجع عن حكمه إكرمًا لأمه العجوز.
بجانب جهاز القضاء اهتم عبد الملك بجهاز الشرطة، وعين على شرطته عبد الله بن هاني الأودي، ثم استبدله بيزيد بم كبشة السكسكي، ثم عزل الكثير من هذا المنصب، وكان آخر من تولى الشرطة في عهده: كعب بن حامد العنسي. لم تكن مهمة الشرطة الجناة واللصوص فحسب، بل مارست عملًا آخر وهو عملية تنظيم وضبط نزول جيوش الخلافة ورحيلها أثناء الحملات العسكرية.

### الأقاليم
كانت الدولة الأموية مقسمة إلى عدة أقاليم، يرأس كل إقليم أمير يكون تعيينه وعزله من قبل الخليفة، ويملك الأمير صلاحيات واسعة في إدارة إقليمه، وهو الذي يعين العمال على الولايات والمدن التابعة لإقليمه، وهو المسؤول عن تنظيم الجند وتجهيز الحملات العسكرية، وكان له صلاحية الإشراف على سك النقود. كان بجانب الأمير موظف له أهمية كبيرة وهو صاحب الخراج، فالوالي يدير الشؤون السياسية والإدارية للولاية، وعامل الخراج يتولى إدارة الشؤون المالية. كان تقسيم الأقاليم في عهد عبد الملك بن مروان كالتالي:
- بلاد الشام: وهي عاصمة الدولة، وقد قسمت إلى خمسة أجناد وهي: جند دمشق ومركزها دمشق، وجند حمص ومركزها حمص ومن مدنها تدمر، وجند قنسرين ومركزها قنسرين ومن مدنها حلب ومرعش، وجند فلسطين ومركزها اللد، وجند الأردن ومركزها طبرية ومن مدنها عكا. لم يكن عبد الملك يعين واليًا خاصًا على بلاد الشام، لأنها كانت تحت إشرافه المباشر، لكنه كان يعين ولاة على الأجناد، وكان جند دمشق تحت إدارة عبد الملك المباشرة.

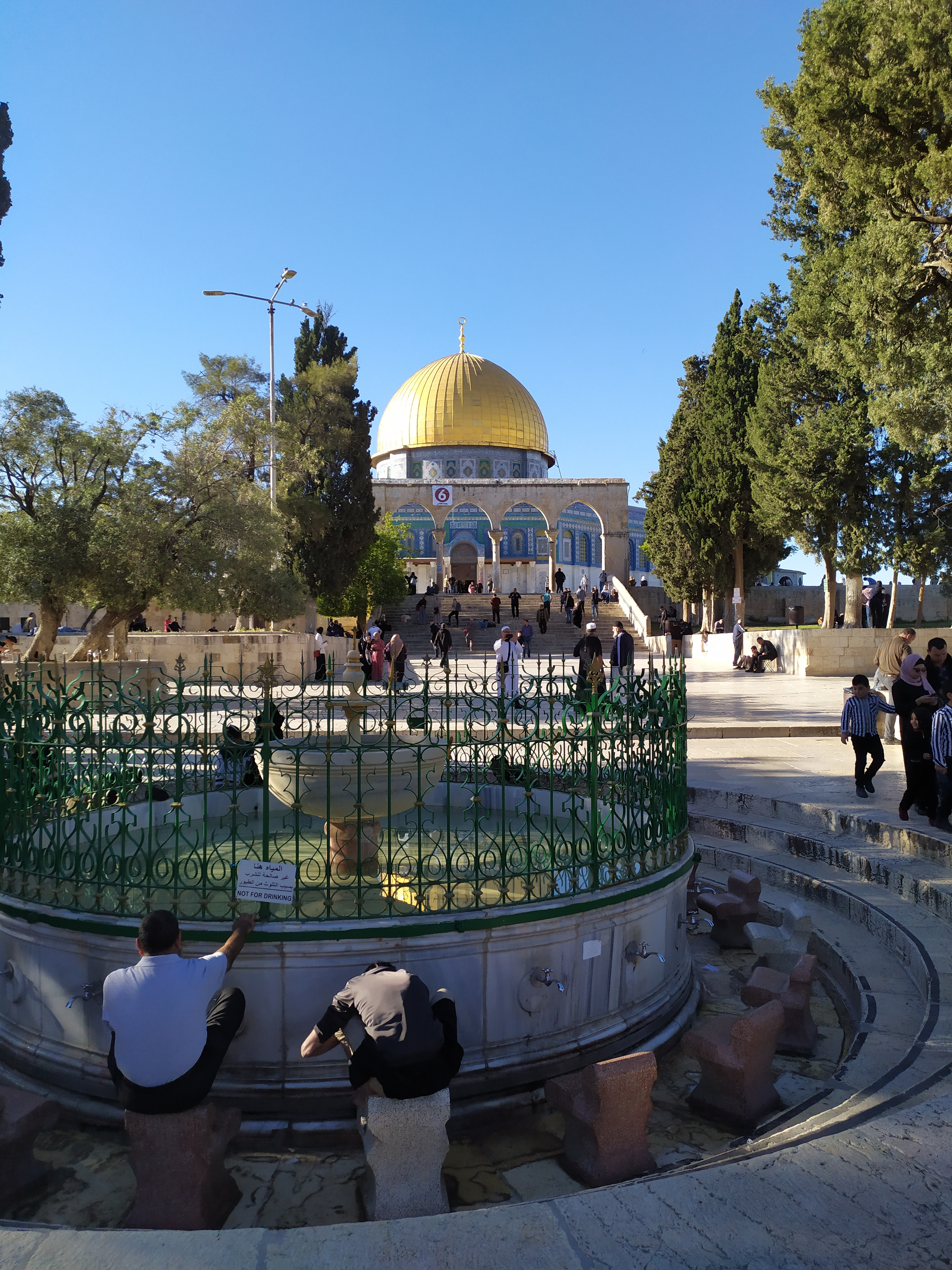
قبة الصخرة المشرفة وسبيل الكأس في المسجد الأقصى في القدس

- قبة الصخرة المشرفة وسبيل الكأس في المسجد الأقصى في القدس الحجاز وأواسط الجزيرة العربية واليمن: يشمل هذا الإقليم عددا من الأجناد والأقاليم ومنها: الحجاز: ففي عام 73 هـ حدث تطور إداري مهم في هذا الإقليم، إذ جمع عبد الملك أعمال الحجاز واليمن للحجاج بن يوسف. كان عبد الملك ينتهج سياسة حكيمة مع أهل الحجاز، ويلبي ويحسن لهم، وقد استجاب لطلبهم في عزل الحجاج عن الحجاز، وذلك عام 75 هـ، حيث نقله إلى العراق وعين مكانه عمه يحيى بن الحكم على المدينة، ثم عين أبان بن عثمان بن عفان عام 76 هـ، وفي عام 82 هـ عزل الخليفة أبان عن ولاية المدينة، وقبل سنة 83 هـ ولى مكانه هشام بن إسماعيل المخزومي، فبقي في منصبه حتى توفي عبد الملك. مكة: بعد مقتل ابن الزبير ولى الخليفة ابنه مسلمة بن عبد الملك واليًا عليها، وفي نفس السنة جمع عبد الملك للحجاج أعمال الحجاز ومكة واليمن حتى عام 75 هـ، ثم ولى مكانه الحارث بن خالد المخزومي. أواسط الجزيرة العربية: وكانت أهم مناطقها اليمامة، والتي كانت منذ عام 65 هـ مقرًا لنجدة بن عامر الحنفي زعيم فرقة النجدات الخارجية، وبعد أن قضى عليه عبد الملك ولى على هذا الإقليم يزيد بن هبيرة المحاربي، ثم عزله وولى مكانه إبراهيم بن عربي، الذي بقي حتى وفاة عبد الملك. اليمن: في عهد عبد الملك أصبح لليمن وال واحد بعد أن كانت مقسمة إلى عدة عمال، ومن أشهر ولاة الخليفة على اليمن محمد بن يوسف الثقفي، وظل في ولاية اليمن إلى ما بعد وفاة ابن مروان.
- العراق والمشرق: كان مركز الإقليم العراق: حيث وجه عبد الملك كل اهتمامه نحوه، واستطاع أن يقضي على ابن الزبير فيها سنة 72 هـ، وبايعه أهل الكوفة وولى عليهم أخوه بشر بن مروان، ثم فرق العمال على المدن فولى على البصرة خالد بن عبد الله بن خالد بن أسيد الذي فشل في قتال الخوارج في البحرين والعراق، فعزله عبد الملك وجمع العراق لبشر بن مروان، ثم مات سنة 74 هـ فأسند عبد الملك العراق إلى الحجاج الولايات التابعة للعراق في شرق الجزيرة العربية: فقد كانت الأجزاء الشرقية المطلة على بحر الخليج تابعة إداريًا إلى أمير العراق، ومن أهم أقاليمها البحرين الممتد على ساحل الخليج بين البصرة وعمان. خراسان والمشرق: بعد أن استرجع عبد الملك العراق بدأ بالتخطيط لاسترجاع خراسان، وفي عام 78 هـ ضم عبد الملك ولاية خرسان وسجستان وكل المشرق الإسلامي إلى ولاية العراق للحجاج بن يوسف، فولى الحجاج على خراسان المهلب بن أبي صفرة عام 79 هـ، وعين على سجستان عبيد الله بن أبي بكرة.
- الجزيرة الفراتية وأرمينيا وأذربيجان: تقع الجزيرة الفراتية بين نهري دجلة والفرات، وتشمل ذاك الحين ديار ربيعة ومضر وديار بكر، بينما تقع أرمينيا وأذربيجان إلى الشرق والشمال الشرقي للجزيرة الفراتية، وكانت الموصل في عهد عبد الملك جزءًا من ولاية الجزيرة الفراتية، أدرك عبد الملك أهمية الجزيرة، فخطط لجعلها ثغرًا منيعًا لمواجهة الخزر والبيزنطيين، فشجع على استيطان العرب هناك وأقطعهم الأراضي، وأمر بنقل بعض القبائل القيسية إلى هناك، كما نقل بعض من قبائل الأزد وربيعة من البصرة إلى الموصل، وفصلها عن قنسرين وجعلها بجانب أرمينيا وأذربيجان إقليمًا إداريًا مستقبلًا، وعين على إدارتها محمد بن مروان عام 73 هـ، وأوكل إليه مهمة مقاتلة البيزنطيين والخزر. كانت ولايات الجزيرة وأرمينيا وأذربيجان والموصل غالبًا ما تجمع تحت إمرة أمير واحد.
- مصر: كان والي عبد الملك على مصر أخاه عبد العزيز بن مروان، ولم تقتصر مسؤولية عبد العزيز الإدارية على مصر فقط، بل امتدت إلى أفريقيا أيضًا، وأصبح المسؤول عن إدارة أفريقيا، فكان يعين عليها الولاة ويعزلهم في بعض الأحيان، كما فعل عام 78 هـ عندما عزل حسان بن النعمان وولى مكانه موسى بن نصير.
- أفريقيا: كانت أوضاع إفريقيا الإدارية والسياسية قبل تولي عبد الملك الخلافة مضطربة، نتيجة عدم استقرار الأحوال السياسية في الحجاز والعراق خاصة، فارتد عن الإسلام قسم من البربر، كما تمكن كسيلة ومن معه من البربر والروم من دخول القيروان فسيطر كسيلة على شمال إفريقيا. استطاع عبد الملك أن يبسط نفوذ الدولة الأموية على الشمال الإفريقي بعد أن تخلص من الصراعات الداخلية. من أشهر ولاة إفريقيا في عهد عبد الملك: حسان بن النعمان الغساني، وموسى بن نصير.

### الحركة الأدبية والعلمية
| «أوصيكم بتقوى الله تعالى فإنها عصمة باقية وجنة واقية وهي أحصن كهف وأزين حلية، وليعطف الكبير منكم على الصغير وليعرف الصغير منكم حق الكبير، مع سلامة الصدور والأخذ بجميل الأمور، وإياكم والفرقة والخلاف فبهما هلك الأولون وذل ذوو العزة المعظمون، انظروا مسلمة فاصدروا عن رأيه فإنه نابكم الذي عنه تفترون ومجنكم الذي به تستجنون وأكرموا الحجاج فإنه وطأ لكم المنابر وأثبت لكم الملك وكونوا بني أم بررة وإلا دبت بينكم العقارب كونوا في الحرب أحرارا وللمعروف منارا، واحلولوا في مرارة ولينوا في شدة، وضعوا الذخائر عند ذوي الأحساب والألباب فإنه أصون لأحسابهم وأشكر لما يسدى إليهم» |
| —بلاغة عبد الملك في وصيته |

كان عبد الملك بن مروان عاقلا لبيبًا، وعالمًا أديبًا، وكان خطيبًا معدودًا في بني أمية، وكان من عادة عبد الملك أن يحمل خيزرانة في يده وكان يقول: «لو ألقيت الخيزرانة من يدي لذهب نصف كلامي». كان عبد الملك بن مروان من أكثر الناس علمًا وأبرعهم أدبًا، يطارح جلساءه حديث الشعر ويجول معهم في نقد الأبيات والمقطعات الشعرية. قام عبد الملك برد الشاعر الأخطل إلى البلاط الأموي وجعله شاعر بني أمية، فأدى عمله هذا إلى اتساع فن النقائض أو الهجاء القبلي بين الشعراء عامة، والأخطل والفرزدق وجرير خاصة. فن النقائض فن قديم وُجد منذ العصر الجاهلي وترعرع حتى وصل إلى عهد بني أمية، وقد توافرت في هذا العهد الأسباب السياسية الاجتماعية والعقلية لرعاية هذا الفن، وجذبت إليه الشعراء. وكان عهد عبد الملك بن مروان يمثل الحاضنة الشرعية لهذا الفن، ومما يذكر أن أحد أهداف تعيين عبد الملك لأخوه بشر ليكون والي العراق، إذكاء نار العداوة والخصومة بين الشعراء. من أمثلة خطابة عبد الملك أنه قام مرةً في مكة فقال: «أيها الناس: إني واللّه ما أنا بالخليفة المستضعف، ولا بالخليفة المداهن، ولا بالخليفة المأفون. فمن قال لنا برأسه كذا، قلنا له بسيفنا كذا». وبعد مقتل مصعب بن الزبير دخل عبد الملك بن مروان الكوفة ثم خطب في أهلها فقال: «أيها الناس: إن الحرب صعبة مرَّة، وإن السلم أمن ومسرَّة. ولقد زبنتنا الحرب وزبنّاها، فعرفناها وألفناها، فنحن بنوها وهي أمّنا. أيها الناس: ألا فاستقيموا على سبل الهدى ودعوا الأهواء المردية، وتجنّبوا فراق جماعات المسلمين، ولا تكلّفونا أعمال المهاجرين والأنصار، وأنتم لا تعملون أعمالهم. ولا أظنّكم تزدادون بعد الموعظة إلا شرَّا، ولن نزداد بعد الإعذار إليكم والحجَّة عليكم إلاّ عقوبة. فمن شاء أن يعود بعد لمثلها فليعد». أوصى عبد الملك أميرًا سيّره بجيش إلى أرض الروم فقال له: «أنت تاجر اللّه لعباده، فكن كالمضارب الكيّس الذي إن وجد ربحا اتّجر، وإلاّ تحفّظ برأس المال. ولا تطلب الغنيمة حتى تحرز السلامة. وكن من احتيالك على عدوّك أشدّ حذرا من احتيال عدوّك عليك». وخطب يومًا خطبة فيها زهد فقال: «أيها الناس: اعملوا للّه رغبة ورهبة، فإنكم نبات نعمته وحصيد نقمته. ولا تغرس لكم الآمال إلاّ ما تجتنيه الآجال، وأقلّوا الرغبة في ما يورث العطب، فكل ما تزرعه العاجلة تقلعه الآجلة. واحذروا الجديدين فإنهما يكرّان عليكم، إن عقبى من بقي لحوق بمن مضى، وعلى أثر من سلف يمضي من خلف، فتزوّدوا فإن خير الزاد التقوى». ويروى أنه لما اشتد على عبد الملك مرضه وقاربته الوفاة قال: أصعدوني على شرف، فأصعدوه إلى موضع عال، فجعل يتنسم الهواء ثم قال: «يا دنيا ما أطيبك، وإن طويلك لقصير، وإن كثيرك لحقير، وإن كنَّا منك لفي غرور».
كانت بادرة عبد الملك بن مروان بتعريب الدواوين النواة التي ساعدت على التوسع في حركة الترجمة في العصر العباسي، حتى وإن كانت حركة النقل والترجمة في العصر الأموي قائمة على نطاق ضيق، وكانت تعتمد على بعض الأفراد من الخاصة أو بعض الأطباء من الأعاجم. كان لعبد الملك بن مروان دور كبير في تعميم الإعجام في المصاحف، فعندما كُتبت المصاحف في عهد عثمان بن عفان كُتبت خالية من النقط والشكل، حتى تحتمل قراءتُها الأحرف السبعة التي نزل بها القرآن، وعندما أرسلها إلى الأمصار رضي بها الجميع، واستمروا على ذلك أكثر من أربعين سنة. خلال هذه الفترة توسعت الفتوح، ودخلت أمم كثيرة لا تتكلم العربية في الإسلام، فتفشت العجمة بين الناس وكثر اللحن. وكان أول من التفت إلى نقط المصحف الشريف أبو الأسود الدؤلي وقال لكاتبه حين بدأ بإعراب القرآن: إذا رأيتني قد فتحت فمي بالحرف فانقط نقطة فوقه على أعلاه، وإن ضممتُ فمي فانقط نقطة بين يدي الحرف، وإن كسرت فاجعل النقطة نقطتين، وقيل إنه جعل للفتح نقطة فوق الحرف، وللضم نقطة إلى جانبه، وللكسر نقطة أسفله، وللتنوين نقطتين. أما نقط الإعجام، فهو ما يدل على ذات الحرف، ويميز المتشابه منه لمنع العجمة، وقد دعت الحاجة إليه عندما كثر الداخلون في الإسلام من الأعاجم، وكثر التصحيف في لغة العرب. اختلفت الآراء في أول من أخذ بهذا النقط، وأرجحها في ذلك ما ذهب إلى أن أول من قام به هما: نصر بن عاصم ويحيى بن يعمر، وذلك عندما أمر الخليفة الأموي عبد الملك بن مروان الحجاج بن يوسف الثقفي والي العراق أن يضع علاجًا لمشكلة تفشي العجمة، وكثرة التصحيف، فاختار كلا من نصر بن عاصم، ويحيى بن يَعْمَر لهذه المهمة، وبعد البحث والتروي، قررا إحياء نقط الإعجام، وقررا الأخذ بالإهمال والإعجام، مثلا الدال والذال، تهمل الأولى وتعجم الثانية بنقطة واحدة فوقية، وكذلك الراء والزاي، والصاد والضاد، والطاء والظاء، والعين والغين، أما السين والشين، فأهملت الأولى وأعجمت الثانية بثلاث نقط فوقية لأنها ثلاث أسنان، أما الباء والتاء والثاء والنون والياء، فأعجمت كلها، والجيم والحاء والخاء، أعجمت الجيم والخاء، وأهملت الحاء، أما الفاء والقاف، فإن القياس أن تهمل الأولى وتعجم الثانية، إلا أن المشارقة نقطوا الفاء بواحدة فوقية، والقاف باثنتين فوقيتين أيضًا، أما المغاربة فذهبوا إلى نقط الفاء بواحدة تحتية، والقاف بواحدة فوقية. وكتب هذا النوع من النقط بلون مداد المصحف، حتى لا يشتبه بنقط الإعراب، واستمر الوضع على ذلك حتى نهاية الدولة الأموية وقيام الدولة العباسية، حيث قام الخليل بن أحمد الفراهيدي بالإبقاء على الإعجام وتقنين التشكيل، فوضع ثماني علامات: الفتحة، والضمة، والكسرة، والسكون، والشدة، والمدة، والصلة، والهمزة.

#### نقده الأدبي
عُرف خلفاء الدولة الأموية بالنقد الأدبي، ومن أبرزهم الخليفة عبد الملك بن مروان الذي كان ذا خبرة ودراية بالنقد، وكان شاعرًا وخطيبًا متمكنًا، من أمثلة نقده: أن الشاعر جرير مدح عبد الملك، فقال:
فلما سمعه عبد الملك قال: ما زاد على أن جعلني شرطيًا، والله لو قال لو شاء لسقتهم إليه قطينا. ومنها: قال عبد الملك بن مروان لعبد الله بن قيس الرقيات ويحك يا ابن قيس أما اتقيت الله حين تقول لابن جعفر:
ألا قلت قد يعلم الناس ولم تقل قد يعلم الله فقال ابن قيس: قد والله علمه الله وعلمته أنت وعلمته أنا وعلمه الناس. ومنها أن عبد الملك كان يقول للشعراء: يا معشر الشعراء تشبهوننا مرة بالأسد الأبخر، ومرة بالبازي، ومرة بالجبل الأوعر، مرة بالبحر الأجاج ألا قلتم كما قال أيمن بن خريم في بني هاشم:

### العمارة والبناء

#### بناء الكعبة
عندما قتل جيش بني أمية ابن الزبير عام 73 هـ، كتب الحجاج بن يوسف الثقفي إلى الخليفة عبد الملك بن مروان يخبره بذلك، ويعلمه بما فعل ابن الزبير في بناء الكعبة، فكتب إليه عبد الملك أن يقر طول الكعبة على ما فعله ابن الزبير، وأن يعيد الحجر كما كان في عهد النبي، فنقض الحجاج الكعبة وأعاد بناءها كما طلب منه عبد الملك بن مروان. روى مسلم عن حديث عطاء قال: «فلما قتل ابن الزبير كتب الحجاج إلى عبد الملك بن مروان يخبره بذلك ويخبره أن ابن الزبير قد وضع البناء على أس نظر إليه العدول من أهل مكة فكتب إليه عبد الملك إنا لسنا من تلطيخ ابن الزبير في شيء، أما ما زاد في طوله فأقره، وأما ما زاد فيه من الحجر فرده إلى بنائه وسد الباب الذي فتحه، فنقضه وأعاده إلى بنائه». ثم إن عبد الملك صح له حديث عائشة فندم على ما فعل، فقد ورد في صحيح مسلم عن أبي قزعة: «أن عبد الملك بن مروان بينما هو يطوف بالبيت إذ قال: قاتل الله ابن الزبير حيث يكذب على أم المؤمنين يقول سمعتها تقول قال رسول الله صلى الله عليه وسلم: يا عائشة لولا حدثان قومك بالكفر لنقضت البيت حتى أزيد فيه من الحجر فإن قومك قصروا في البناء، فقال الحارث بن عبد الله بن أبي ربيعة: لا تقل هذا يا أمير المؤمنين فأنا سمعت أم المؤمنين تحدث هذا، قال لو كنت سمعته قبل أن أهدمه لتركته على ما بنى ابن الزبير».

#### بناء قبة الصخرة

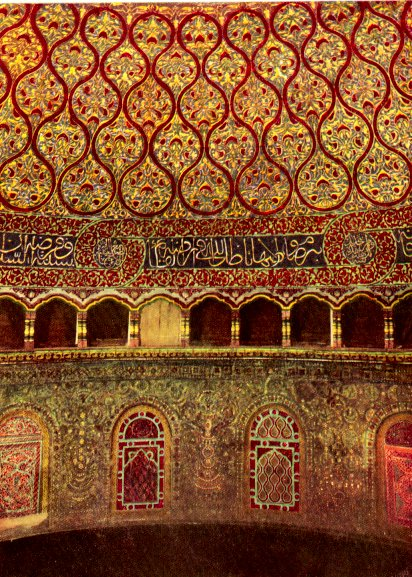
الزخرفة الداخلية لمسجد قبة الصخرة

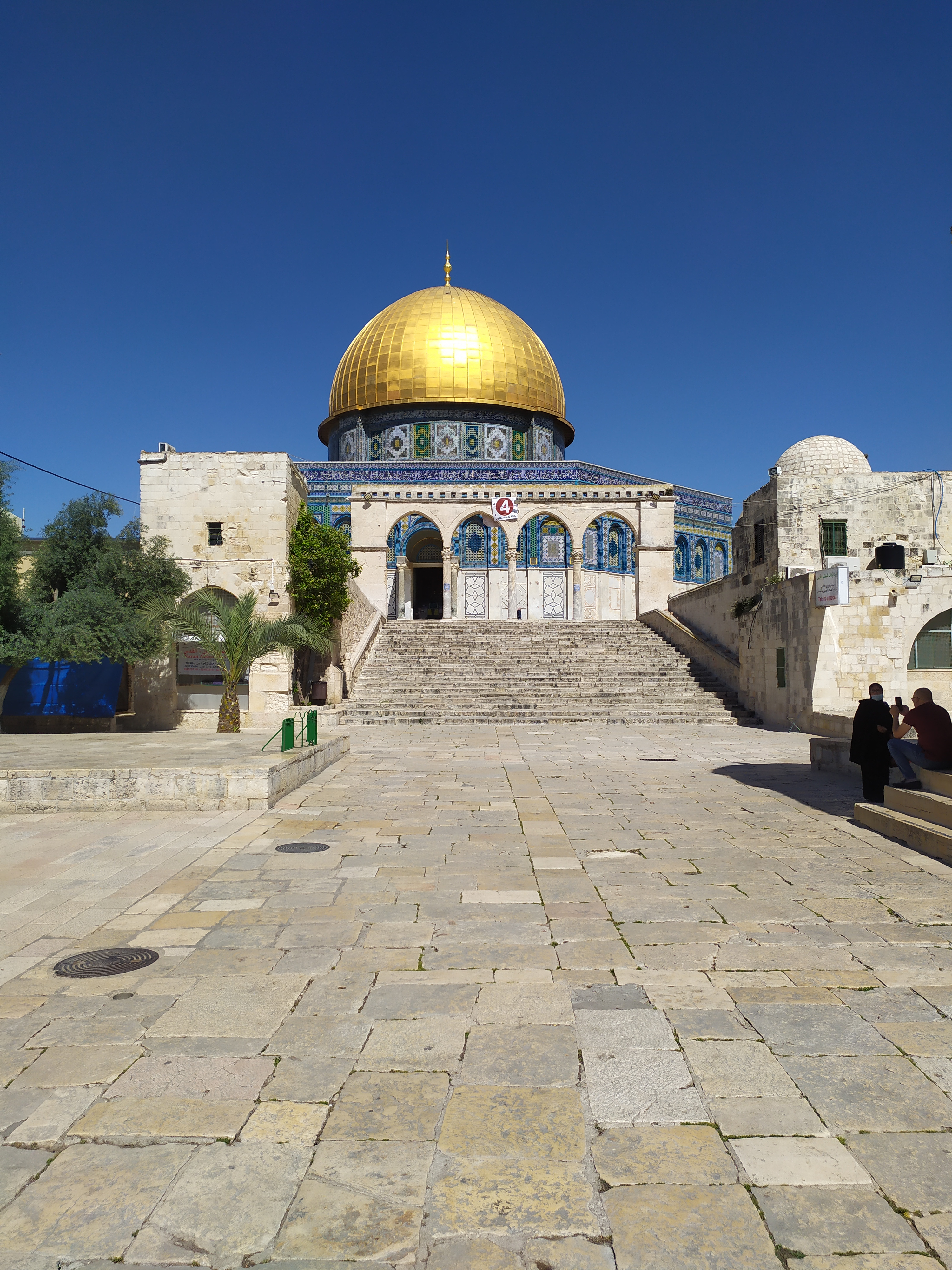
صورة قبة الصخرة المشرفة في القدس

قام عبد الملك بن مروان ببناء قبة الصخرة، حيث بدأ العمل في بنائها سنة 66 هـ / 685م، وتم الفراغ منها سنة 72 هـ / 691م. وقد أشرف على بنائها المهندسان العربيان هما: رجاء بن حيوة وهو من بيسان فلسطين، وكان المسؤول عن التصميم والشكل العام للبناء، ويزيد بن سلام مولى عبد الملك بن مروان وهو من القدس، وكان المسؤول عن النواحي العملية في هندسة العمارة. فكر عبد الملك بن مروان أن يغطي الصخرة المقدسة بنوع من البناء يتناسب وقباب المدينة المرتفعة، وقيل إن عبد الملك بن مروان حين فكر في بناء قبة عالية تغطي الصخرة رصد لبنائها خراج مصر لسبع سنين، وحين أنفقت هذه الأموال على البناء بقي منها مائة ألف دينار، فأمر عبد الملك بن مراون بها جائزة للرجلين المشرفين على البناء وهما رجاء بن حيوة الكندي ويزيد سلام فرفضا قائلين: «نحن أولى أن نزيد من حلي نسائنا فضلاً عن أموالنا فاصرفه في أحب الأشياء إليك»، فأمر عبد الملك بأن يصنع منها صفائح ذهبية تكسى بها القبة من الخارج. ذكر بعض المؤرخين أن عبد الملك لما أمر ببناء القبة أقاموا له قبة صغيرة لطيفة كنموذج لقبة الصخرة، ولها أحد عشر ضلعًا من الخارج، وستة أضلاع تحمي القبة الصغيرة، والمعروفة بقبة السلسلة قرب قبة الصخرة، فلما انتهت زارها وقال: «ابنوا قبة أكبر من هذه باثني عشر ضعفًا وانقصوا من الأضلاع»، فتم تجهيز وإعداد الشكل لقبة الصخرة بأضلاعها الثمانية، ثم بدء العمل بها، وقد كانت قبة السلسلة بعد بنائها المكان الرئيسي للإشراف على بناء قبة الصخرة. يأخذ تخطيط قبة الصخرة شكلا مثمَّنا خارجيا، به أربعة مداخل محورية يتقدم كلاً منها سقيفة محمولة على أعمدة، يليها مثمن داخلي مكون من دعائم رئيسة، وبين كل دعامتين عمودان يكونان ثلاثة عقود تكون في مجموعها أربعة وعشرين عقدًا داخل التثمينة، ودائرة من الأعمدة والأكتاف مكونة من أربعة دعائم كبيرة بين كل دعامة وأخرى ثلاثة أعمدة تحمل ستة عشر عقدًا مدببًا، وقد صنعت القبة من الخشب وغطيت من الخارج بطبقة من الرصاص، ويوجد بالرقبة 16 نافذة، وقد أحاطت الدائرة بالصخرة حتى يمكن الطواف حولها. وصف ابن كثير في كتابه البداية والنهاية مدى جمالية المسجد بقوله: «ولم يكن يومئذ على وجه الأرض بناء أحسن ولا أبهى من قبة صخرة بيت المقدس، بحيث أن الناس التهوا بها عن الكعبة والحج، وبحيث كانوا لا يلتفتون في موسم الحج وغيره إلى غير المسير إلى بيت المقدس، وافتتن الناس بذلك افتتانا عظيما، وأتوه من كل مكان، وقد عملوا فيه من الإشارات والعلامات المكذوبة شيئا كثيرا مما في الآخرة، فصوروا فيه صورة الصراط وباب الجنة، وقدم رسول الله صلى الله عليه وسلم، ووادي جهنم، وكذلك في أبوابه ومواضع منه، فاغتر الناس بذلك، وإلى زماننا، وبالجملة أن صخرة بيت المقدس لما فرغ من بنائها لم يكن لها نظير على وجه الأرض بهجة ومنظرا، وقد كان فيها من الفصوص والجواهر والفسيفساء وغير ذلك شيء كثير، وأنواع باهرة».

#### بناء واسط
عندما عيَّن عبد الملك بن مروان الحجاج بن يوسف الثقفي أميرًا علي العراق سنة 75 هـ الموافق 694م، اضطر الحجاج للتنقل كثيرًا بين المصرين الكوفة والبصرة، حسبما تقتضيه الظروف الحربية والسياسية آنذاك، وكان ذلك أحد الأسباب التي دعت الحجاج إلى التفكير في بناء مدينة تكون مقرًا لإدارة ولايته الواسعة يطمئن بها على نفسه وأعوانه، ويجمع فيها العناصر الموالية له وفي مقدمها العناصر الشامية، ليتمكن من إخماد كل ثورة تقوم عليه في المستقبل، وقد ذكر أبو الحسن بَحْشَل سبب بناء المدينة بقوله: «وليّ عبد الملك بن مروان الحجاج العراق فأقام بها سنة فقال: أتخذ مدينة بين المصرين أكون بالقرب منهما، أخاف أن يحدث في أحد المصرين حدث وأنا في المصر الآخر فمر بواسط القصب فأعجبته، فقال: هذا وسط المصرين». وذكر الطبري سببًا آخر لبناء مدينة واسط يتمثل في رغبة الحجاج تجنب الاحتكاك بين جند الشام وسكان المدن العراقية البصرة والكوفة. جاء اختيار موقع مدينة واسط بعد بحث وتدقيق واسعين في الأرض الواقعة بين المصرين، ذكر ياقوت الحموي: «أن الحجاج قال لرجل ممن يثق بعقله: امض وابتغ لي موضعًا في كرش من الأرض أبني فيها مدينة وليكن على نهر جار، فأقبل ملتمسًا ذلك حتى سار إلى قرية فوق واسط بقليل يقال لها واسط القصب، فبات بها واستطاب ليلها واستعذب أنهارها، واستمرأ طعامها وشرابها فكتب إلى الحجاج بالخبر ومدح له الموضع، فكتب اليه: اشتر لي موضعًا أبني فيه مدينة، واشترى الحجاج موقع المدينة من صاحبها وهو أحد دهاقين الفرس من داوردان بعشرة الآف درهم، ووعد بأن يرعى جواره ويقضي ذمامه ويحسن اليه». موقع المدينة يقع على نهر دجلة، ويتوسط بين مدن الكوفة والبصرة والمدائن والأحواز، ويقع على طرق التجارة النهرية والطرق البرية. أما سبب تسميتها بهذا الاسم، فهو لأن الموضع الذي اختاره الحجاج لبناء مدينته كان يسمى واسط القصب فسميت نسبة لذلك، وهذا مايذكره ابن الأثير في كتابه الكامل في التاريخ، كما ذكر أن أرضها كانت أرض قصب لذلك سميت واسط القصب.
اختلفت المصادر في تحديد سنة بناء المدينة، إلا إأن معظمها يجمع علي أن عملية البناء تمت بين الأعوام (83 هـ - 86 هـ / 702 - 705) أي في أواخر حكم عبد الملك بن مروان الذي استأذنه الحجاج في إنشاء المدينة. بعض الباحثين يرجح بناء مدينة واسط سنة 83 هـ الموافق 702م معززين رأيهم بما وصلهم من مسكوكات فضية مضروبة بمدينة واسط، حيث تعد هذه المسكوكات وثائق أساسية، ويحتفظ المتحف العراقي بدرهم فضي مضروب بواسط سنة 83 هـ، كما ويحتفظ بدرهم آخر ضرب سنة 84 هـ، وهذا أحد أدلة أن بناء المدينة كان قبيل سنة 83 هجرية، وهي خامس مدينة تمصرت في الإسلام بعد البصرة والكوفة والفسطاط والقيروان وثالث مدينة في العراق بعد البصرة والكوفة. كانت واسط تقع على الجانب الغربي لنهر دجلة يقابلها علي الجانب الشرقي مدينة قديمة تسمى كسكر، وقد ربط المدينتين جسر على كل جانب من جانبي النهر، وكان يحيط بالمدينة سور وخندقان. بنى الحجاج في داخل المدينة قصره الذي اشتهر بقبته الخضراء العالية، وأقيم القصر فوق مساحة من الأرض مربعة الشكل أبعادها أربعمئة ذراع في أربعمئة ذراع، وكان له أربعة أبواب كل منها يفضي إلى طريق عرضه ثمانون ذراعًا. وإلى جانب القصر بُني المسجد الجامع، وكانت مساحته مائتي ذراع في مائتي ذراع، وجعل على مقربة من القصر سوقًا كبيرة، وكان في الجانب الغربي سجن الحجاج المعروف بالديماس. بلغت تكاليف بناء مدينة واسط مبالغ كبيرة، ذكر بحشل: «إن ما أنفقه الحجاج قد بلغ خراج العراق لمدة خمس سنين، وإن كان التقدير مبالغًا به إلا أنه يدل على أن بناء مدينة واسط قد كلف أموالا كثيرة»، في حين قال ياقوت الحموي: أنفق الحجاج على بناء قصره والجامع والخندقين والسور ثلاثة وأربعين ألف ألف درهم، فقال له كاتبه صالح بن عبد الرحمن: هذه نفقة كثيرة وإن احتسبها لك أمير المؤمنين وجد في نفسه. فقال فما نصنع، قال: الحرب لها أجمل، فاحتسب منها في الحروب بأربعة وثلاثين ألف ألف درهم، واحتسب في البناء تسعة آلاف ألف». بعد أن سكن الحجاج مدينته الجديدة، أسكن إلى جانب جنده الشامي مجموعات أخرى من السكان العرب من وجوه أهل البصرة والكوفة. كانت واسط في عهد عبد الملك والحجاج مركزًا لإدارة العراق والمشرق الإسلامي، وقام الحجاج وخلفاؤه من بعده بإنشاء دار لضرب المسكوكات والنقود. ظلت المدينة في توسع وازدهار حتى هُجرت وانتهت، بسبب تعرضها للغارات الخارجية وتحول مجرى نهر دجلة الغربي عنها إلى مجراه الشرقي الحالي في القرن الحادي عشر الهجري السابع عشر الميلادي، حيث هجرها سكانها وتحولت بعد ذلك إلى أنقاض وبقايا خرائب.

#### بناء تونس

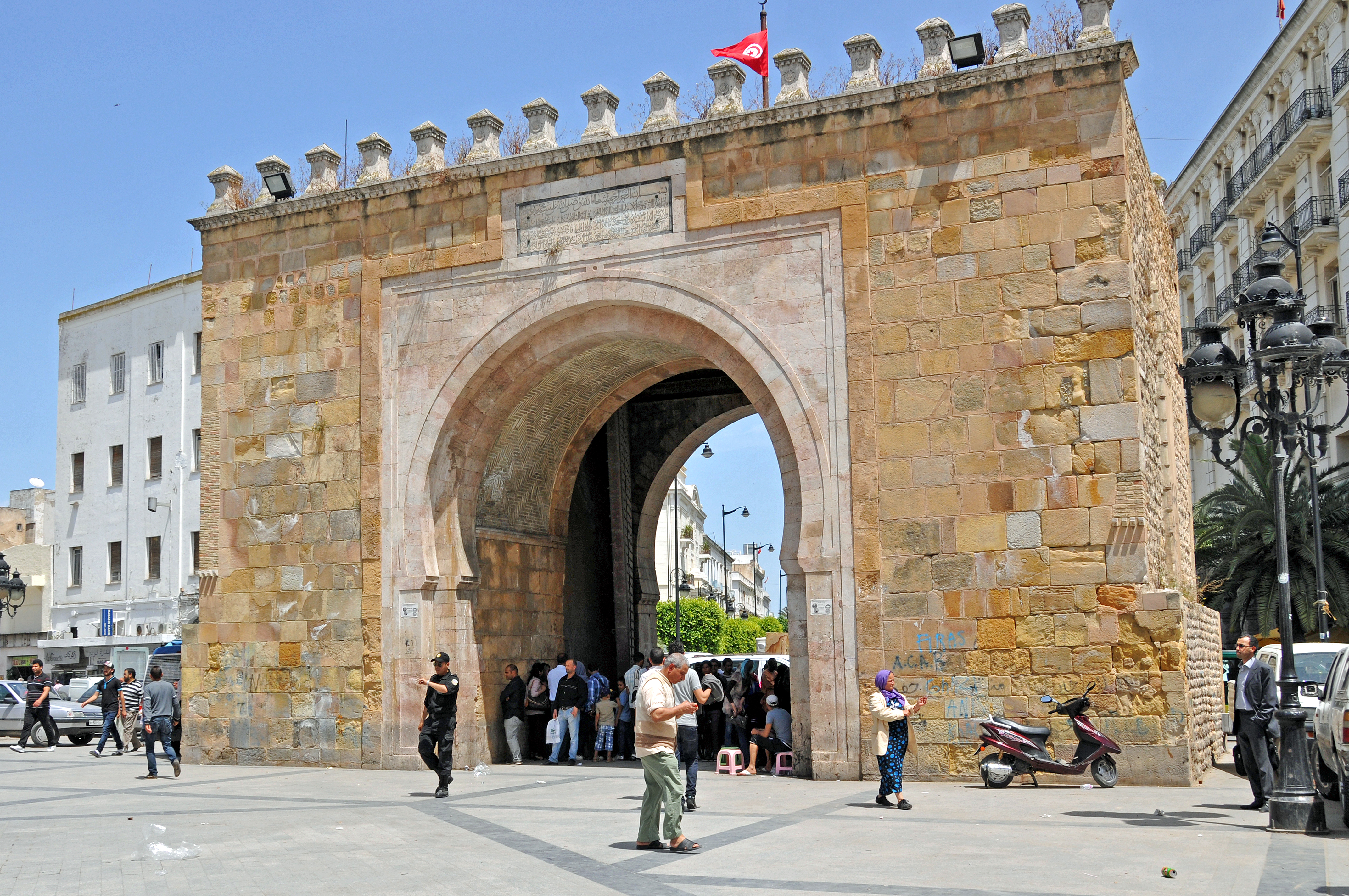
باب البحر مدخل مدينة تونس العتيقة التي بناها حسان بن النعمان الغساني في عهد عبد الملك بن مروان

قام حسان بن النعمان الغساني عام 82 هـ ببناء مدينة تونس لتكون قاعدة عسكرية بحرية، ولتحول دون تكرار البيزنطيين الهجوم على قرطاجة الذي حدث عام 78 هـ. بنى حسان بن النعمان مدينة تونس على أنقاض قرية قديمة عرفت باسم ترشيش القديمة. اختط حسان تونس غربي البحر المتوسط بنحو عشرة أميال، فقام بحفر قناة تصل المدينة بالبحر لتكون ميناء بحريًا ومركزًا للأسطول الإسلامي بعد أن أنشأ فيها صناعة المراكب، واستعان بخبراء في هذه الصناعة زوده بها والي مصر عبد العزيز بن مروان بناءً على توجيه الخليفة عبد الملك. كان الهدف الرئيسي من بناء تونس وضع حد لاعتداءات الروم والمتمثلة بإغارتهم على ساحل إفريقية، وكان الحل المتاح أما المسلمين هو إيجاد قاعدة بحرية، وصناعة بحرية قادرة على إنشاء أسطول مهمته صد العدوان الرومي، فأوعز عبد الملك بن مروان لشقيقه والي مصر عبد العزيز بن مروان، لإرسال ألفي قبطي من المهرة الصناع لإقامة صناعة مراكب بحرية. سعى حسان عند بنائه المدينة لإيجاد حياة اجتماعية قادرة على خدمة الأفراد، فأقام في المدينة المسجد الجامع، ودار الإمارة، وثكنات للجند للمرابطة، وأخذ يقوم بتدوين الدواوين، وتنظيم الخراج والعناية بالدعوة الإسلامية بين البربر، فقام بإرسال الفقهاء ليعلموهم اللغة العربية والدين الإسلامي، وصارت المدينة معسكرًا حربيًا ومركز استيطان وإدارة لدعم الفتوحات. خلال عهد الخلافة العباسية ازدهرت مدينة تونس وكانت جزءا من عدة دول إسلامية مستقلة تعاقبت على حكم المنطقة، من أهمها الأغالبة والفاطميون والمرابطون والموحدون، ثم أصبحت عاصمة للدولة الحفصية في القرن السابع الهجري، وكانت مركزا تجاريا مهمًا في المتوسط وأوروبا. في 1591 حكم العثمانيون تونس، ثم حكمها البايات (ولاة عسكريون) بطريقة شبه مستقلة عن العثمانيين، وفي تلك الفترة ازدهرت المدينة وشكلت ممرًا تجاريًا كبيرًا ومركزًا للتحكم في الملاحة البحرية وحماية السواحل.
أما عن قرطاجنة التي استعادها الروم سنة 78 هـ بعد حملة حسان بن النعمان الأولى، فقد سار إليها حسان، وطرد منها الحامية الرومية التي استقرت فيها بقيادة البطريق يوحنا، واستولى على المدينة عنوة وقام بتخريبها حتى صارت كأمس الغابر كما عبر المؤرخ ابن عذارى. ولم يعد لها بعد ذلك أثر يذكر، حتى جاء الفرنسيين عندما احتلوا تونس، فأحيوها من جديد في صورة ضاحية لمدينة تونس الحالية، وعرفت باسمها الفرنسي، وهو قرطاج وقد أصبحت الآن جزءا من مدينة تونس.

## هوامش
- 1: «أم ولد» هي الأمة التي قد أنجبت من سيدها ولداً استهلَّ صارخاً ولو مات حينئذ، فكل أمة أنجبت من سيدها ولداً ولو استهلَّ صارخاً ومات، فهي أم ولدٍ تُعتق بمجرد موته، وله منها في حياته قليل الخدمة ولا يجوز له بيعها، وهي التي تسمى أم الولد، وحكمها حكم الحرة في الستر، في ستر الرأس والأطراف وفي أحكام الصلاة.[104]

## وصلات خارجية
- عبد الملك بن مروان - سير أعلام النبلاء
- خلافة عبد الملك بن مروان - قصة الإسلام
- وفاة الخليفة عبد الملك بن مروان باني الدولة الأموية - مفكرة الإسلام نسخة محفوظة 6 سبتمبر 2017 على موقع واي باك مشين.
- عملة ذهبية من عهد الخليفة عبد الملك بن مروان
- الحجاج بن يوسف الثقفي
- ثورة القُرَّاء

| عبد الملك بن مروان عاهل بني أميةولد: 26 هـ - 646م توفي: 86 هـ - 705م |                                                    |                          |
| ألقاب ملكية                                                          |                                                    |                          |
| سبقه عبد الله بن الزبير                                              | أمير المؤمنين 73 هـ - 692 م / 86 هـ - 705 م        | تبعه الوليد بن عبد الملك |
| سبقه مروان بن الحكم                                                  | خليفة الدولة الأموية 65 هـ - 685 م / 86 هـ - 705 م | تبعه الوليد بن عبد الملك |